# Dakota du Sud
Vous lisez un « article de qualité » labellisé en 2012.
Pour les articles homonymes, voir Dakota.
Le Dakota du Sud (/dakɔta dy syd/  ; en anglais : South Dakota /ˌsaʊθ dəˈkoʊtə/ ) est un État du Midwest des États-Unis, bordé à l'ouest par le Wyoming et le Montana, au nord par le Dakota du Nord, à l'est par le Minnesota et l'Iowa et au sud par le Nebraska. Situé dans les Grandes Plaines et possédant un climat continental, il compte 919 318 habitants en 2023, ce qui en fait le 46e État américain au regard de la population. Sa capitale est Pierre et sa plus grande ville Sioux Falls, avec 202 078 habitants (2022).
Le Dakota du Sud est coupé en deux par la rivière Missouri : à l'est de la rivière se trouvent la plupart des habitants et les exploitations agricoles, tandis qu'à l'ouest prédominent l'élevage et le tourisme. Le mont Rushmore, situé dans les Black Hills, fait la renommée internationale de l'État, tout comme les deux parcs nationaux (Badlands et Wind Cave) qu'il compte, formant des destinations appréciées.
L'État est traditionnellement dirigé par des élus du Parti républicain. Si la ruralité influence grandement sa culture, il diversifie ces dernières décennies son économie afin d'attirer de nouveaux habitants, ce qui permet une augmentation modérée de la population : selon les estimations de 2019, il compte 884 659 habitants, soit 70 479 nouveaux habitants en neuf ans, dont 29 905 à Sioux Falls. Le Dakota du Sud se trouve cependant confronté à l'exode rural et à de fortes disparités économiques, notamment entre les centres urbains et les réserves indiennes.

## Histoire

### Histoire ancienne et colonisation

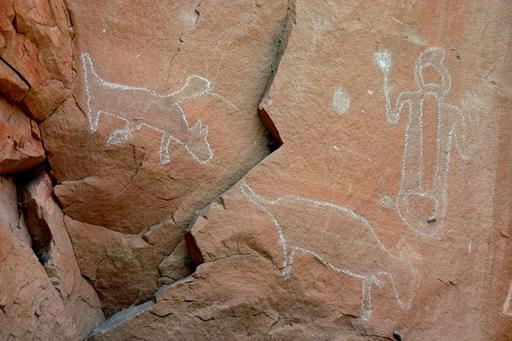
Des pétroglyphes dans le Craven Canyon, dans les Black Hills.

Les premiers habitants de la région sont des Paléoaméricains chasseurs-cueilleurs, qui habitent la région jusqu'aux alentours du Le siècle av. J.-C. (-5000). Entre 500 et 800, un peuple semi-nomade connu sous le nom de Mound Builders occupe les parties centrale et orientale de l'actuel État. Au XIVe siècle a lieu le massacre de Crow Creek (en) entre différentes tribus amérindiennes, au cours duquel plusieurs centaines d'hommes, de femmes et d'enfants sont tués près de la rivière Missouri. En 1500, les Sahnishs (ou Rees) ont colonisé une grande partie de la vallée du Missouri. Au XVIIIe siècle, les peuples prédominants sont les Sioux (Dakotas, Lakotas et Nakotas), dont la domination est établie au début du XIXe siècle ; des Omahas occupent la partie sud de la vallée du Missouri. Le contact avec les Européens commence en 1743, lorsque les frères La Vérendrye explorent la région, et la revendiquent pour la France dans le cadre de la grande Louisiane française, en enfouissant une stèle sur le site de l'actuelle ville de Fort Pierre.
En 1803, les États-Unis achètent la Louisiane française, qui comprend une grande partie de l'actuel Dakota du Sud, au Premier consul Napoléon Bonaparte. Le président des États-Unis Thomas Jefferson organise ce qui va devenir l'expédition Lewis et Clark, afin d'explorer ce nouveau territoire. En 1817, un poste de commerce des fourrures — Fort Pierre Chouteau — est implanté sur le site actuel de Fort Pierre ; c'est le début de la colonisation américaine de la région. Au cours du XIXe siècle, d'autres expéditions, comme celle de Joseph Nicollet, sillonnent la région. L'armée américaine achète Fort Pierre Chouteau en 1855 mais l'abandonne l'année suivante pour Fort Randall plus au sud.

### Un développement marqué par des conflits

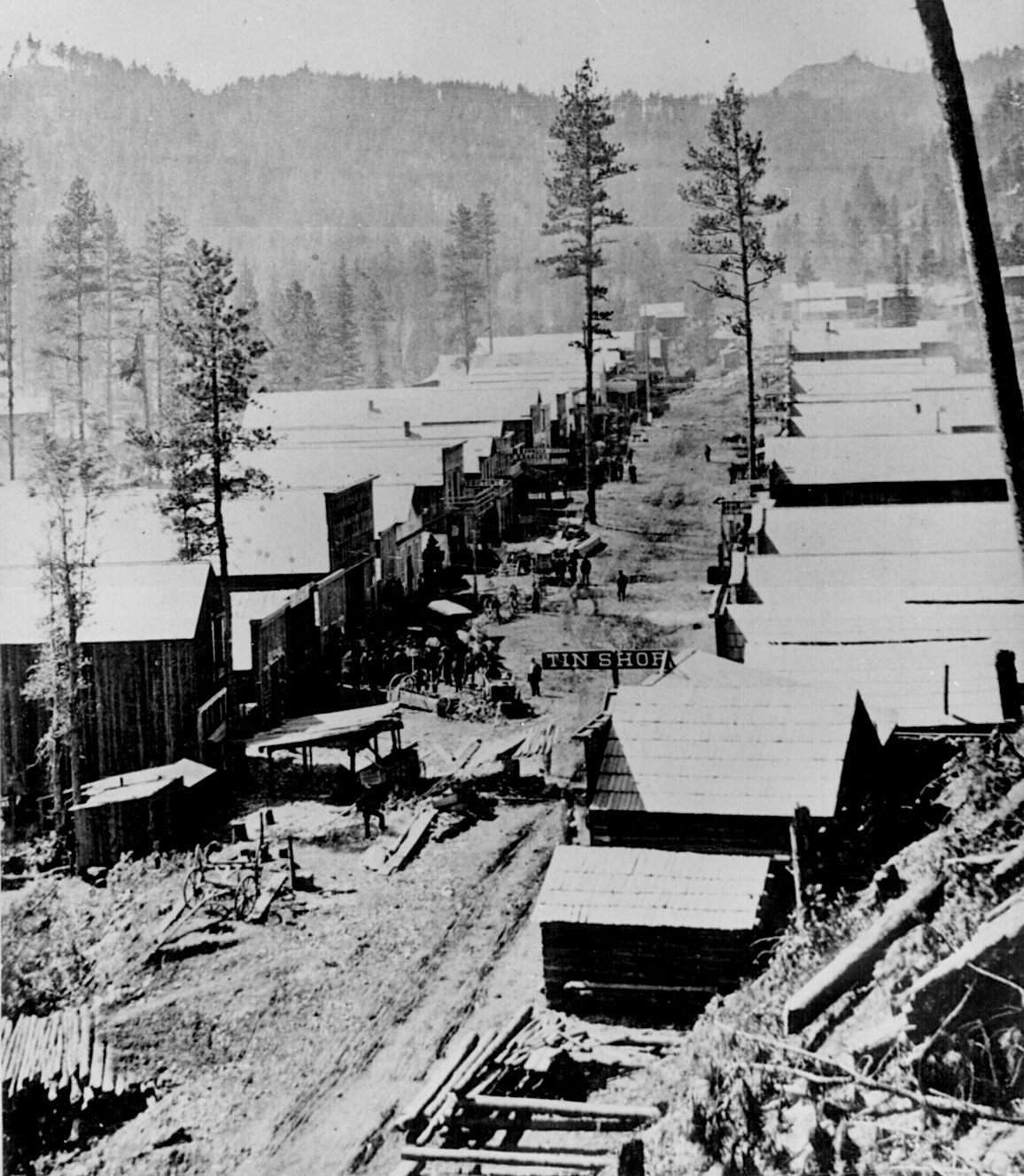
Deadwood, à l'instar de nombreuses autres villes des Black Hills, a été fondée après la découverte d'or dans la région.

La colonisation blanche s'étend dès lors rapidement avec l'arrivée d'habitants de l'Est des États-Unis et d'Europe du Nord ; les tribus nord-amérindiennes Yankton, Dakota et Sioux doivent signer un traité en 1858 par lequel ils cèdent une grande partie du sud-est de l'actuel État aux États-Unis. C'est dans cette région que les spéculateurs fonciers fondent deux villes aujourd'hui importantes : Sioux Falls en 1856 et Yankton en 1859. En 1861, le territoire du Dakota (qui inclut alors le Dakota du Nord, le Dakota du Sud dans sa partie méridionale, et des portions du Montana et du Wyoming actuels) est établi par le gouvernement fédéral. L'arrivée du chemin de fer à Yankton en 1873 permet d'accroître le nombre d'arrivants ; en 1874, la découverte d'or dans les Black Hills effectuée au cours d'une expédition militaire conduite par George Armstrong Custer, attire des mineurs et des explorateurs, qui entrent illégalement dans les territoires réservés aux Lakotas et aux Sioux, à savoir l'intégralité de la partie occidentale du Dakota du Sud (aussi appelée West River, puisque située à l'ouest de la rivière Missouri), octroyée en 1868 par le traité de Fort Laramie. Les Sioux refusent de donner des autorisations d'exploitation minière ou de colonisation des Black Hills. Les États-Unis ne parviennent pas à empêcher l'entrée des mineurs et des colons dans la région, et un conflit est livré contre les Sioux. Leur défaite entraîne la division de leur ancienne Grande réserve en cinq réserves plus petites où sont déplacés les Lakotas.
Le célèbre Wild Bill Hickok a été abattu dans le dos le 2 août 1876 par Jack McCall lorsqu'il jouait au poker dans un saloon de Deadwood.
L'arrivée de nouvelles populations entraîne la division du territoire du Dakota en deux parties qui deviennent respectivement les États du Dakota du Nord et du Dakota du Sud une fois officiellement acceptés dans l'Union le 2 novembre 1889, après ratification par le président Benjamin Harrison, ; l'ordre exact d'admission n'est pas connu, les papiers ayant été volontairement mélangés par Harrison, qui a toujours refusé d'indiquer l'ordre dans lequel il a signé les décrets ; cependant, la proclamation a été réalisée en premier pour le Dakota du Nord (en tant que premier par ordre alphabétique), aussi est-il indiqué avant le Dakota du Sud par la plupart des sources.
Le 29 décembre 1890, le massacre de Wounded Knee a lieu dans la réserve indienne de Pine Ridge : on dénombre parmi les morts au moins 146 Sioux, parmi lesquels beaucoup étaient des femmes et des enfants, et 31 soldats des États-Unis. Il s'agit du dernier conflit armé majeur entre les États-Unis et les Lakotas. Plusieurs réserves sont officiellement fondées à cette période, mais l'établissement et la reconnaissance de leurs gouvernements ont été plus tardives. Le début du XXe siècle est marqué par des avancées dans le système éducatif, avec notamment une loi qui en 1901 impose la création d'une bibliothèque dans chaque district scolaire.

### Difficultés économiques et rebond récent

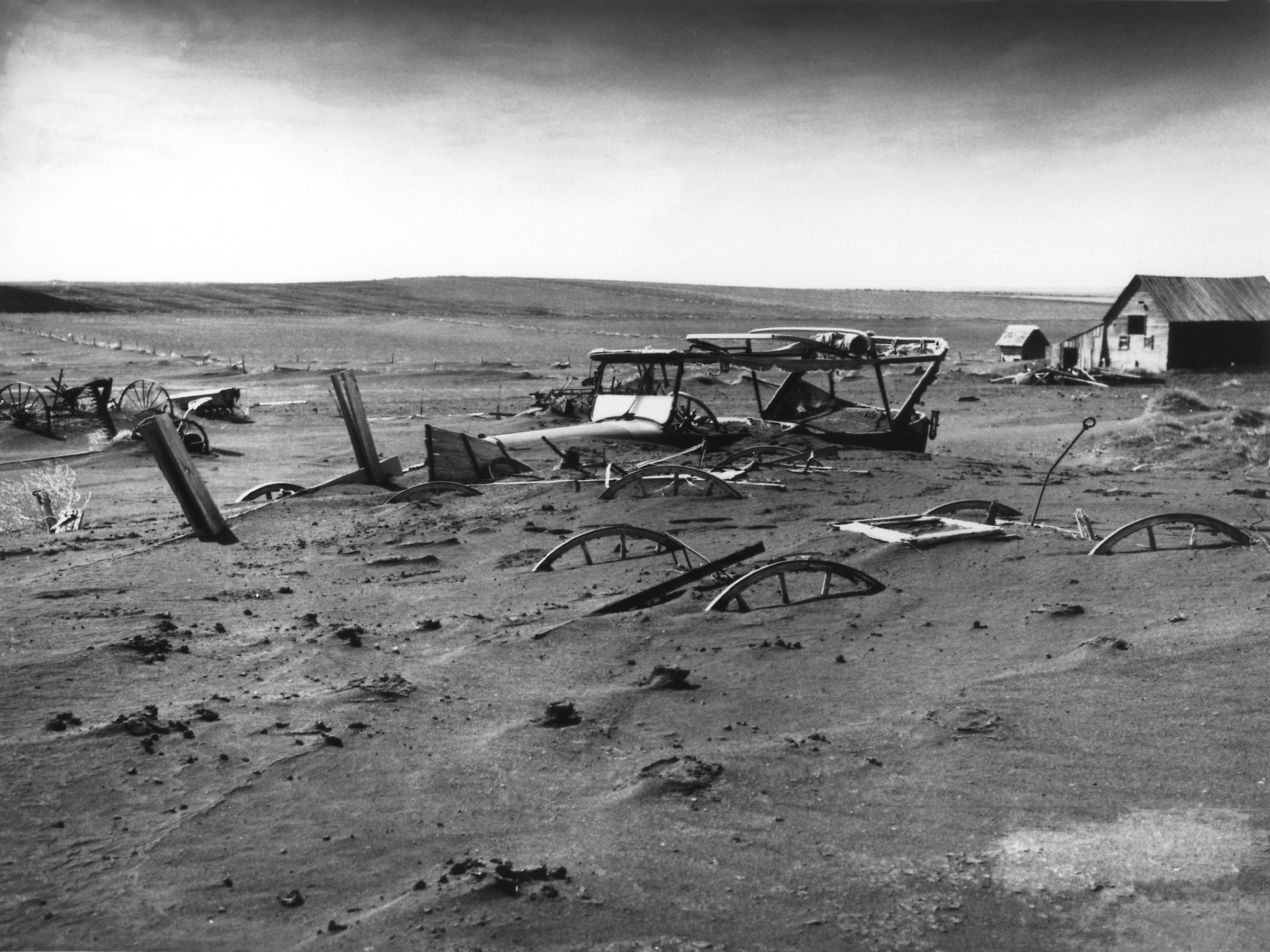
Une ferme du Dakota du Sud touchée par les tempêtes du Dust Bowl en 1936.

Durant les années 1930, les mauvaises conditions climatiques (manque de précipitations, températures très élevées, ce à quoi s'ajoutent des techniques de culture inappropriées) et économiques (la Grande Dépression) causent le Dust Bowl dans le Dakota du Sud et d'autres États des plaines : les couches fertiles du sol sont dépouillées, les champs recouverts de poussière, et des fermes sont ensevelies par les tempêtes de poussière, ce qui cause la perte de plusieurs récoltes entières. Des agriculteurs sont ruinés tandis que les banques ferment : la situation pousse de nombreux habitants de l'État à le quitter, ce qui entraîne une baisse de population de plus de 7 % entre 1930 et 1940.
En 1939, les habitants de l'Absaroka, région à cheval sur le Dakota du Sud, le Montana et le Wyoming, ont envisagé de faire sécession pour créer un État à part entière.
L'économie américaine n'est stabilisée qu'en 1941, lorsque le pays entre en guerre, la mobilisation accroissant la demande en produits agricoles et industriels. Plus de 68 000 habitants du Dakota du Sud ont servi dans les forces armées durant la guerre ; 2 200 y ont perdu la vie. En 1944, le Pick–Sloan Missouri Basin Program est lancé dans le cadre du Flood Control Act of 1944 par le Congrès des États-Unis : six grands barrages sont construits sur la rivière Missouri, dont quatre sont au moins partiellement situés dans le Dakota du Sud.
Ces dernières décennies, le Dakota du Sud a diversifié son économie, grâce à l'achèvement du système des Interstate highways dans les années 1960 et à la croissance des domaines touristique et financier, avec notamment le déménagement des opérations de carte bancaire de Citibank de New York à Sioux Falls en 1981, suivi par l'arrivée d'autres compagnies financières. En 2007, la Homestake Mine, une mine d'or située près de Lead, est choisie pour accueillir un complexe de recherche souterrain. Malgré l'augmentation générale de la population et le développement économique, de nombreuses régions rurales de l'État sont touchées depuis plus d'un demi-siècle par l'exode rural et le départ des jeunes adultes éduqués vers les villes principales du Dakota du Sud, Rapid City ou Sioux Falls, ou vers d'autres États.

## Géographie

### Généralités

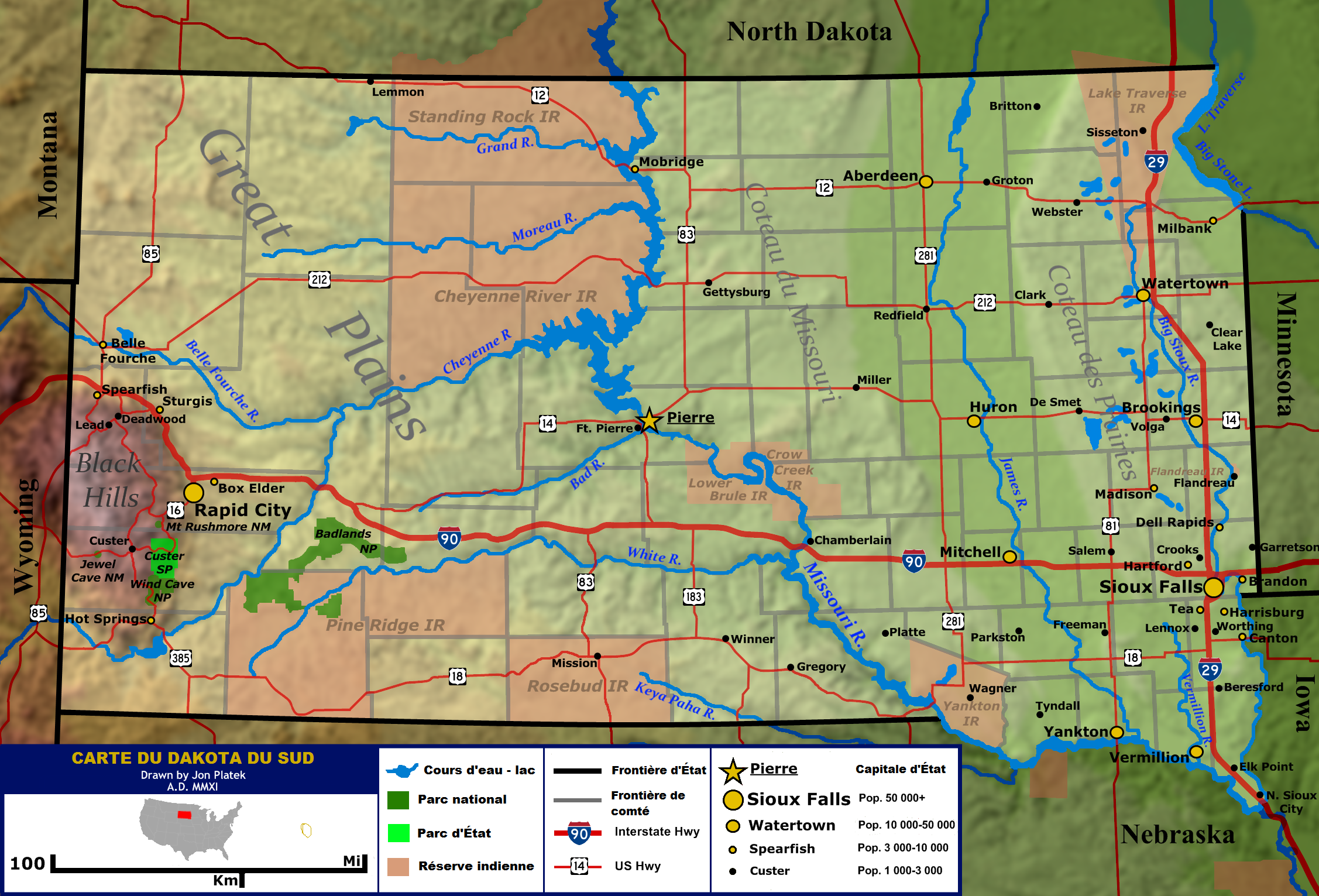
Carte du Dakota du Sud.

Le Dakota du Sud est situé dans la partie nord-centrale du pays ; le bureau du recensement des États-Unis l'intègre dans la région du Midwest et des Grandes Plaines. L'Ouest de l'État est cependant, par sa culture, son économie et sa géographie, plus proche de l'Ouest américain que du Midwest,. L'État est bordé au nord par le Dakota du Nord, à l'ouest par le Montana et le Wyoming, à l'est par le Minnesota et l'Iowa, et au sud par le Nebraska. Sa superficie de 199 905 km2 en fait le 17e plus grand État de l'Union. Le point culminant est le pic Black Elk à 2 208 m ; la plus basse altitude est atteinte au lac Big Stone, à 294 m. Le centre géographique des États-Unis est situé à 27 km à l'ouest de Castle Rock dans le comté de Butte. Le pôle d'inaccessibilité continental se trouve entre Allen et Kyle, à 1 650 km de la côte la plus proche.
Deux fuseaux horaires couvrent le Dakota du Sud : il est séparé en deux parties inégales entre l'heure du Centre (UTC-6) à l'est et l'heure des Rocheuses (UTC-7) à l'ouest. La frontière entre les deux zones suit approximativement le Missouri jusqu'à Pierre, la capitale de l'État, avant de continuer vers le sud tandis que la rivière tourne vers le sud-est.

### Géologie, relief et ensembles régionaux

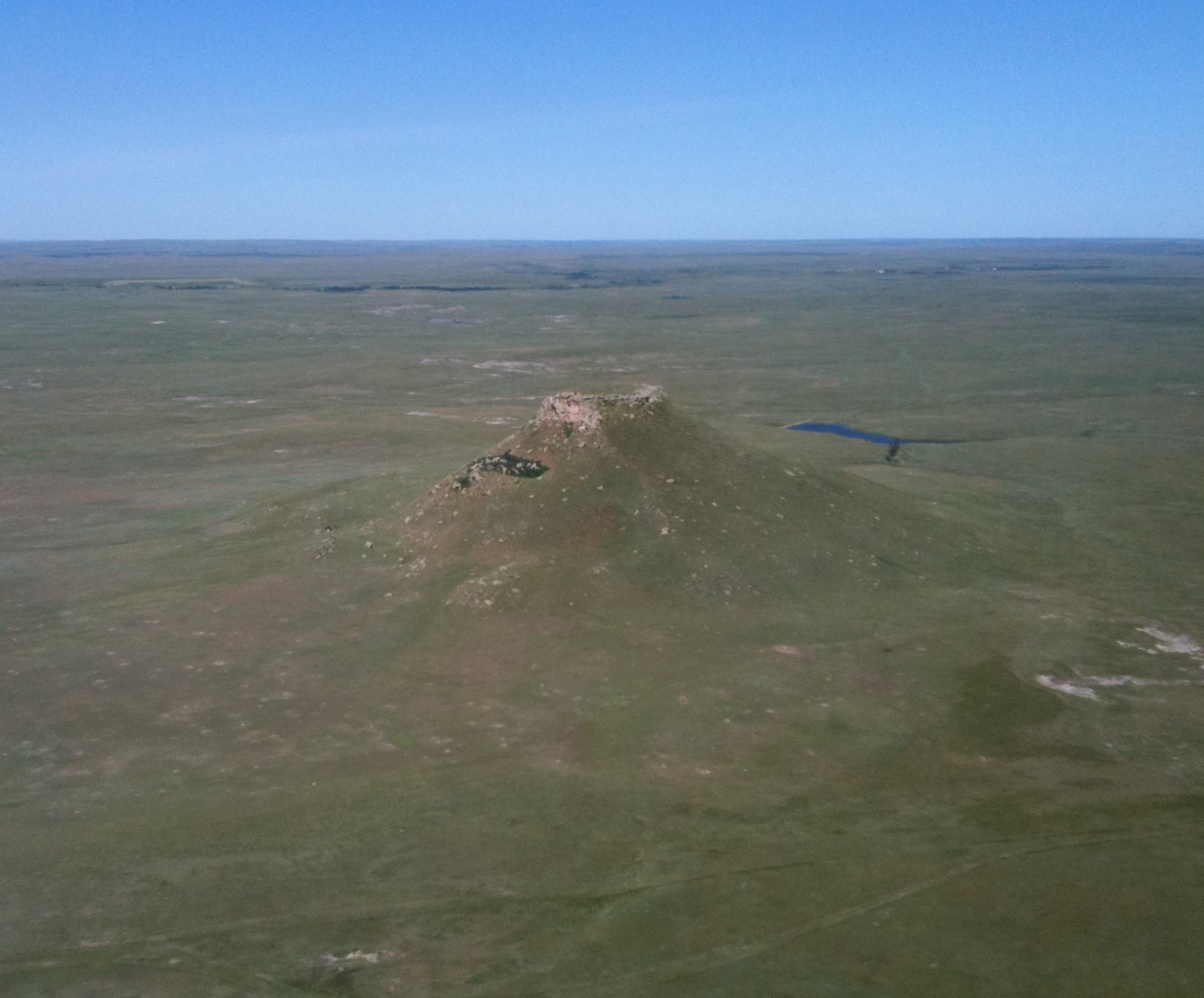
L'Ouest du Dakota du Sud comprend essentiellement de vastes prairies surplombées par des buttes, comme Thunder Butte.

Le Dakota du Sud est généralement divisé en trois régions : l'est, l'ouest et les Black Hills. La rivière Missouri est une frontière à la fois géographique, sociale, et politique entre l'Est et l'Ouest de l'État. Les Black Hills se distinguent nettement du reste de la région occidentale, ce qui en fait un ensemble à part ; elle est cependant intégrée au reste de la partie occidentale de l'État dans l'expression West River, opposée à East River,.

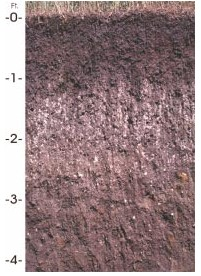
Houdek

Le houdek est un type de sol composé de tillites et de matière organique décomposée. Il se trouve uniquement dans le Dakota du Sud où il est l'un de ses symboles[réf. souhaitée].
La partie orientale du Dakota du Sud est marquée par une topographie plus basse et de plus grandes précipitations que la partie occidentale. Elle comprend plusieurs régions distinctes, dont le Coteau des Prairies, les Dissected Till Plains et la vallée de la rivière James River. Le Coteau des Prairies est un plateau bordé à l'est par la vallée de la rivière Minnesota et à l'ouest par le bassin de la rivière James. Ce bassin suit la rivière James du nord au sud dans l'État ; il se caractérise par des terres majoritairement basses, plates et très érodées. Les Dissected Till Plains sont un ensemble de collines et de terres fertiles qui recouvrent une grande partie de l'Iowa et du Nebraska et s'étendent aussi dans le coin sud-est du Dakota du Sud. Des couches déposées durant le Pléistocène, à partir de deux millions d'années avant notre ère, composent la majeure partie de l'Est du Dakota du Sud ; ces roches et couches de sédiment, les plus récentes de l'État, sont le produit de plusieurs périodes successives de glaciation qui ont déposé dans la région une quantité importante de roches et de terre formant du till. L'épaisseur de la couche de till varie entre 30  et   270 m.

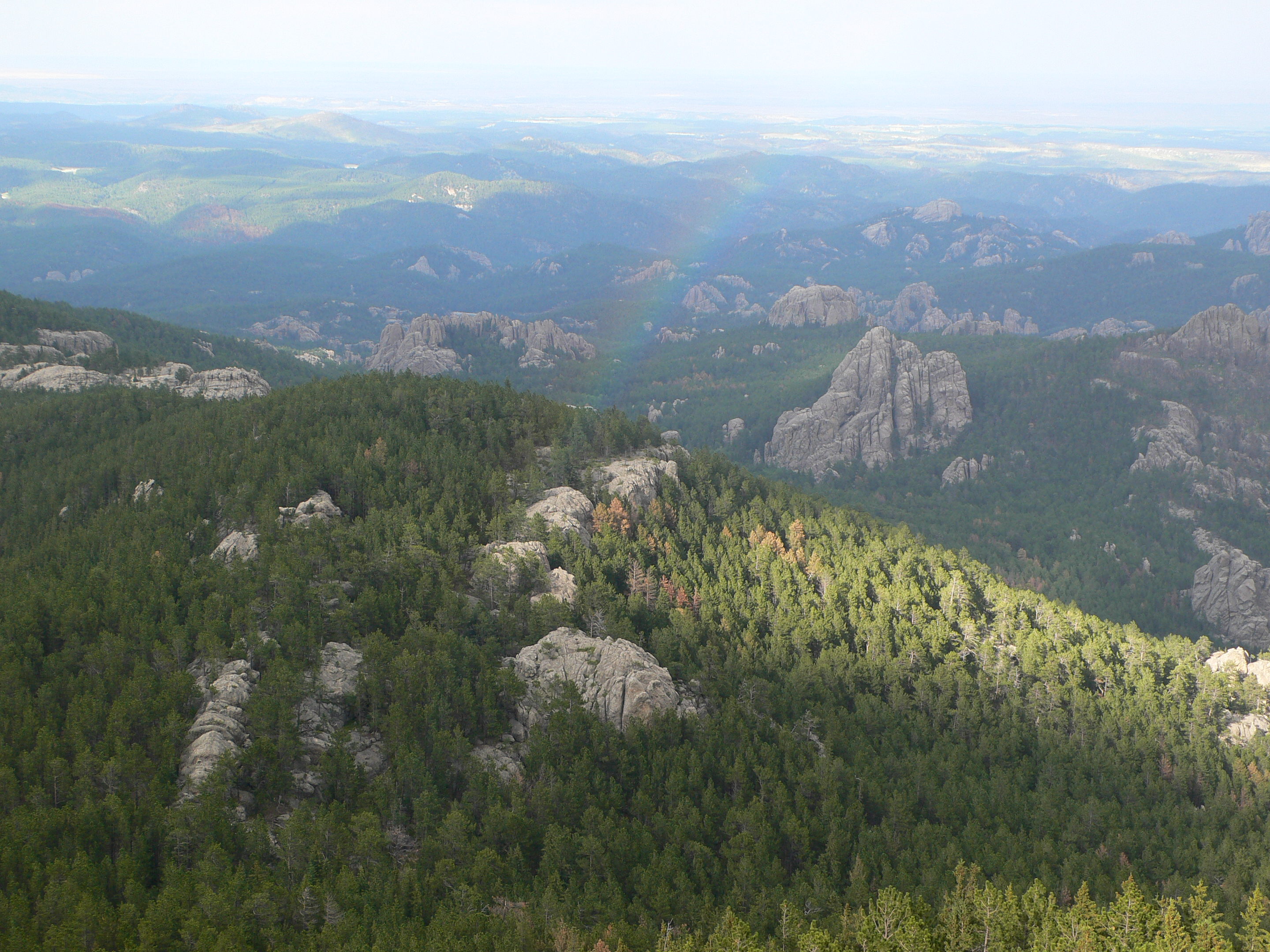
Un paysage typique des Black Hills, depuis le sommet du pic Black Elk.

Les Grandes Plaines recouvrent la plus grande part des deux tiers de l'Ouest du Dakota du Sud. À l'ouest de la rivière Missouri, le paysage devient plus aride et accidenté et présente des plaines, des ravins et des collines aux pentes abruptes et aux sommets plats appelées buttes. Dans le sud, à l'est des Black Hills, se trouvent les Badlands. La géologie de cette zone est marquée par l'érosion des Black Hills, l'accumulation des squelettes d'animaux marins au fond de la vaste mer peu profonde qui recouvrait la région, et la présence de matières volcaniques originaires de la région de Yellowstone,,, reconnaissables aux différentes couleurs des strates des rochers et des falaises du parc.
Les Black Hills occupent le Sud-Ouest de l'État et s'étendent au-delà dans le Wyoming ; elles recouvrent 15 500 km2. L'altitude des sommets varie entre 600  et   1 200 m par rapport au niveau du sol. C'est dans cette chaîne de montagnes que se trouve le point culminant de l'État, le pic Black Elk, qui s'élève à 2 207 m ; c'est aussi le sommet le plus élevé des États-Unis à l'est des montagnes Rocheuses. Les Black Hills sont composées dans leur partie centrale de formations précambriennes datant de deux milliards d'années, les plus anciennes roches de l'État, (on les retrouve aussi de manière isolée dans l'Est de l'État, près de Milbank et de Sioux Falls). Leur partie périphérique s'est constituée à partir du Paléozoïque, entre 540 et 250 millions d'années environ avant notre ère ; elle comprend des roches calcaires qui s'y sont déposées lorsque la zone bordait une ancienne mer intérieure.

### Climat

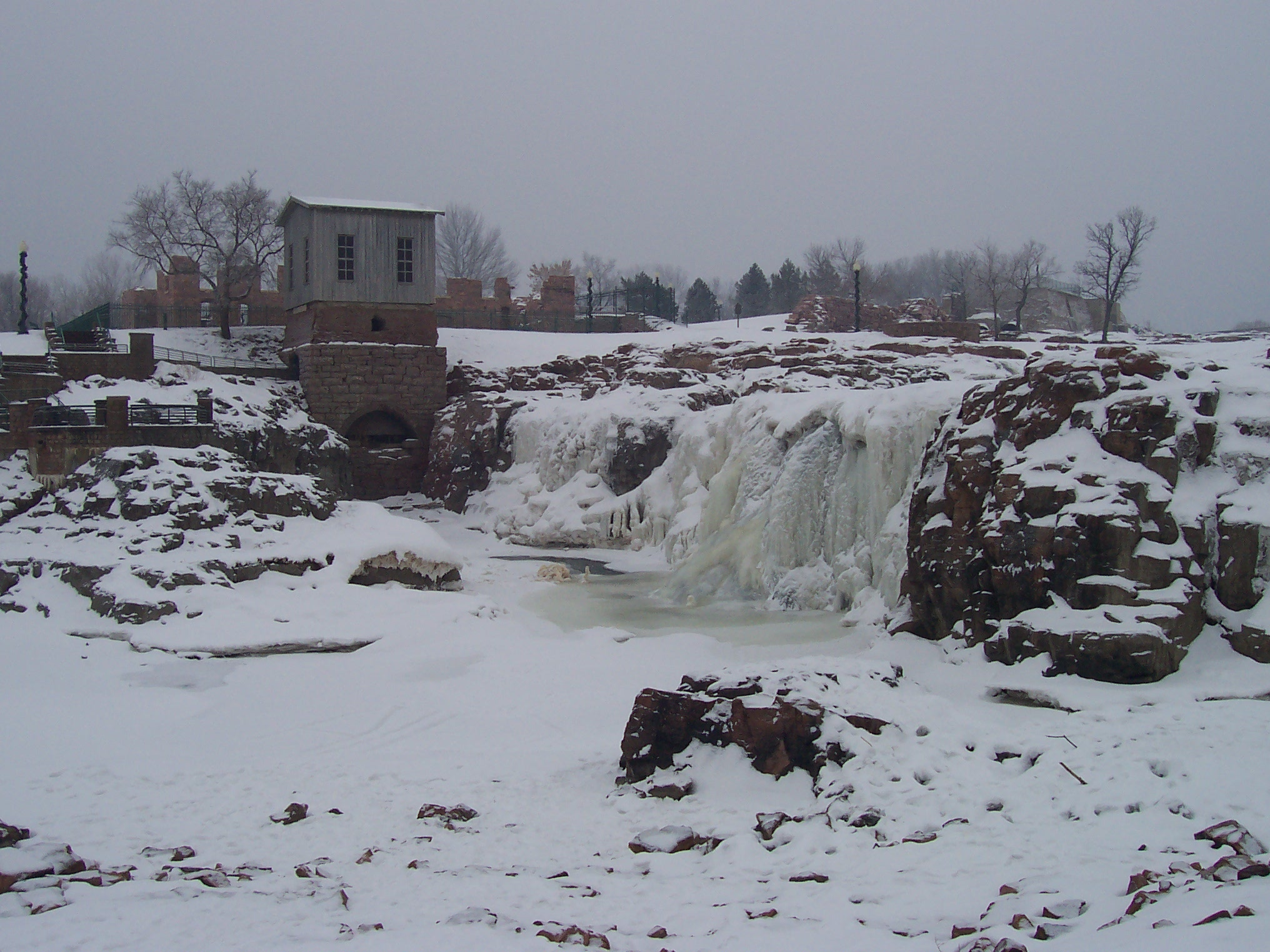
Les chutes de la Big Sioux à Sioux Falls, gelées pendant l'hiver.

Le Dakota du Sud se trouve en climat continental. Les hivers y sont froids et secs : en janvier, les températures maximales restent en moyenne en dessous de zéro, et les plus basses en dessous de −12 °C. Les étés sont chauds et semi-humides, avec pendant de courtes périodes, des températures pouvant dépasser les 38 °C. Les nuits sont plus fraîches (15 °C de moyenne). La plus haute température enregistrée est de 49 °C à Usta le 15 juillet 2006 ; la plus basse, de −50 °C à McIntosh, le 17 février 1936.
Les précipitations annuelles varient entre le Nord-Ouest de l'État, semi-aride (381 mm), le Sud-Est semi-aride (635 mm) et la région des Black Hills, plus spécifiquement les environs de Lead (762 mm), les plus importantes dans l'État.
L'été, l'État est fréquemment touché par des orages parfois violents, accompagnés par des épisodes de grêle ; sa partie orientale est souvent incluse dans la Tornado Alley et subit en moyenne 30 tornades chaque année. L'hiver, le Dakota du Sud est souvent touché par le blizzard et d'importantes pluies verglaçantes.
| Ville       | Jan    | Fév    | Mar  | Avr  | Mai  | Jui   | Jui   | Aoû   | Sep  | Oct  | Nov  | Déc    |
| ----------- | ------ | ------ | ---- | ---- | ---- | ----- | ----- | ----- | ---- | ---- | ---- | ------ |
| Aberdeen    | -6/-17 | -2/-13 | 4/-6 | 14/1 | 21/8 | 26/13 | 29/16 | 29/14 | 23/8 | 15/1 | 4/-7 | -3/-14 |
| Rapid City  | 1/-12  | 4/-9   | 8/-5 | 13/0 | 19/6 | 25/11 | 30/14 | 30/14 | 24/8 | 17/2 | 7/-6 | 2/-11  |
| Sioux Falls | -4/-16 | 0/-12  | 7/-6 | 15/0 | 22/7 | 27/12 | 30/16 | 28/14 | 23/9 | 16/2 | 6/-6 | -2/-13 |

### Hydrographie

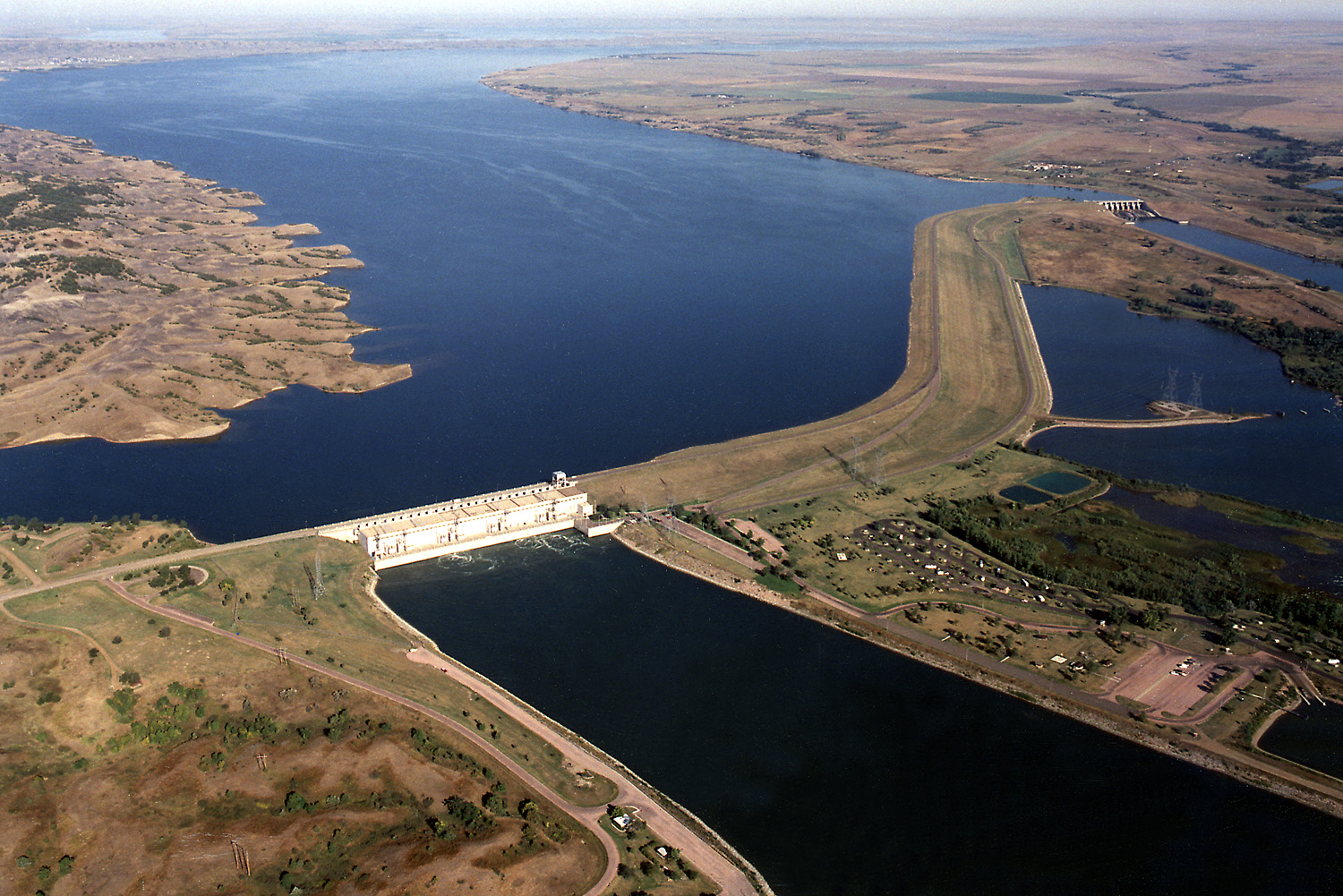
Le barrage de Big Bend est l'un des quatre grands barrages de la rivière Missouri situés dans le Dakota du Sud.

Le Missouri, le plus grand affluent du Mississippi, traverse l'État du nord au sud et en est le cours d'eau principal ; il est coupé par des barrages qui ont créé quatre grands réservoirs : les lacs Oahe (le quatrième réservoir artificiel des États-Unis), Sharpe, Francis Case et Lewis and Clarke. L'hydroélectricité produite par ces barrages fournit environ la moitié de l'électricité consommée dans l'État.
L'État compte dans sa partie orientale de nombreux lacs naturels, créés pour la plupart durant les périodes glaciaires. Les autres cours d'eau principaux sont les rivières Cheyenne, James, Big Sioux et White ; elles font en grande majorité partie de la Missouri River Valley.

### Milieux naturels et environnement

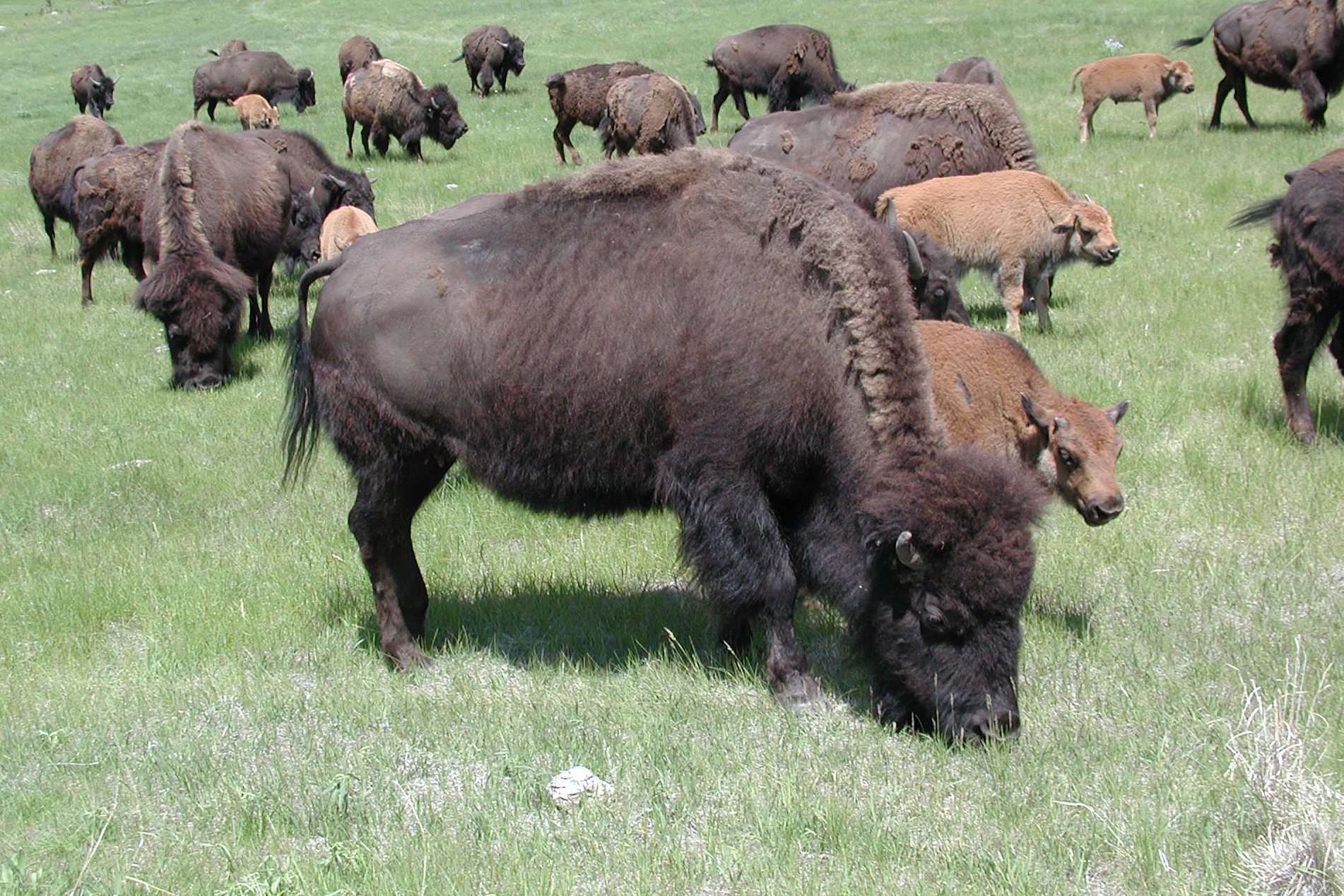
Des bisons dans le parc d'État Custer.

La grande partie du territoire, les Black Hills exceptées, est d'un biome de prairie tempéré. Si le terrain est majoritairement couvert de poacées (dans les parties sauvages, les herbes principales sont des espèces bouteloua dactyloides, pascopyrum, panicum virgatum (panic érigé), andropogon gerardii et schizachyrium scoparium) et de cultures, les arbres à feuilles caduques tels que le peuplier, l'orme et le saule sont communs près des cours d'eau et dans les haies. Les mammifères principaux de cette région sont les bisons, les cervidés, les coyotes, les antilocapres et les chiens de prairie, en revanche le puma, le grizzli et l'ours noir ont disparu. Les reptiles sont représentés par les tortues des genres chelydridae et terrapene, et par diverses espèces de serpents, dont une seule est venimeuse, le crotale des prairies. Les cours d'eau et les lacs de l'État sont riches en dorés jaunes, carpes, brochets et bars, entre autres espèces. Dans la rivière Missouri se trouvent des populations de polyodon spathula et de saumon royal originaires du Nord-Ouest Pacifique, qui ont été introduits dans le lac Oahe.
La région des Black Hills diffère notablement, par son altitude et son taux de précipitations, du reste de l'État. Les montagnes sont densément couvertes par plusieurs types de pins, parmi lesquelles le pin ponderosa, le pin tordu, et par des variétés de Picea. Y habitent des cervidés, des wapitis, des mouflons canadiens, des chèvres des montagnes Rocheuses et des pumas. Les torrents et les lacs contiennent de nombreuses espèces de truites,,,.
On trouve de nombreuses espèces d'oiseaux dans le Dakota du Sud. Le faisan de Colchide, originaire de Chine, l'un des symboles de l'État, s'est particulièrement bien acclimaté à la région. La population de pygargues à tête blanche est en augmentation dans tout l'État, surtout près du Missouri. Le dindon sauvage est également commun dans la plupart des régions du Dakota du Sud. Les nombreux lacs et les zones humides de l'Est accueillent les populations migratoires de bernaches du Canada, oies des neiges, canards colvert, pélicans et canards branchus. On retrouve une grande diversité de rapaces diurne ou nocturne, c'est le cas du Busard des marais qui est un oiseau que l'on retrouve toute l'année dans le sud de l'état et uniquement en été dans le nord; pour les rapace nocturnes on retrouve dans le nord de l'état l'harfang des neiges en hiver, il est rare dans le sud. La prairie compte de nombreuses espèces de Passeri, dont des sturnelles des prés et de l'Ouest, des chardonnerets jaunes, des merlebleus, et, parmi les oiseaux carnivores, des faucons, d'autres représentants du genre Falco et des rapaces nocturnes.

### Aires protégées

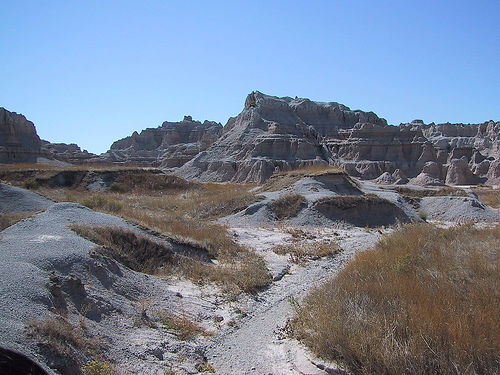
Le parc national de Badlands.

On compte officiellement sept aires protégées gérées par le National Park Service dans le Dakota du Sud :
- le parc national de Badlands
- le monument national de Jewel Cave
- le sentier historique national de Lewis & Clark
- le site historique national de Minuteman Missile
- la rivière récréative nationale de Missouri
- le mémorial national du Mount Rushmore
- le parc national de Wind Cave[73]

## Démographie, société et religions
| 1860  | 1870   | 1880   | 1890    | 1900    | 1910    |
| ----- | ------ | ------ | ------- | ------- | ------- |
| 4 837 | 11 776 | 98 268 | 348 600 | 401 570 | 583 888 |

| 1920    | 1930    | 1940    | 1950    | 1960    | 1970    |
| ------- | ------- | ------- | ------- | ------- | ------- |
| 636 547 | 692 849 | 642 961 | 652 740 | 680 514 | 665 507 |

| 1980    | 1990    | 2000    | 2010    | 2020    | - |
| ------- | ------- | ------- | ------- | ------- | - |
| 690 768 | 696 004 | 754 844 | 814 180 | 886 667 | - |

### Une population clairsemée et inégalement répartie

Cartes
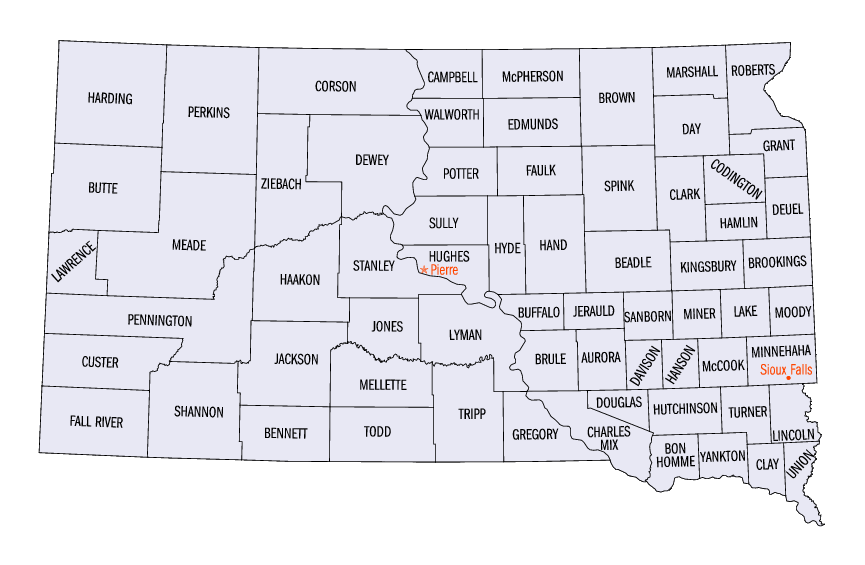
Carte des comtés du Dakota du Sud.
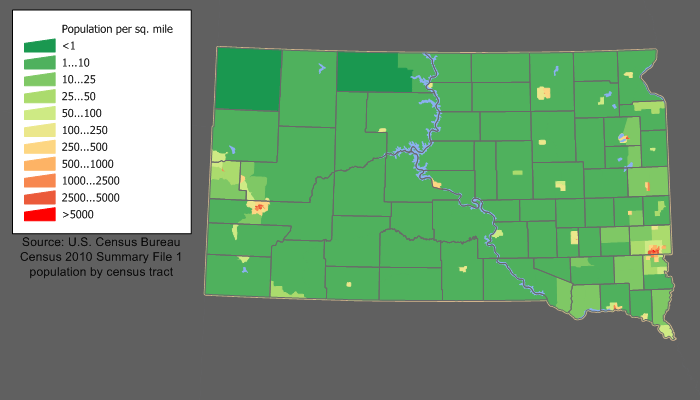
Carte illustrant la densité de population du Dakota du Sud.
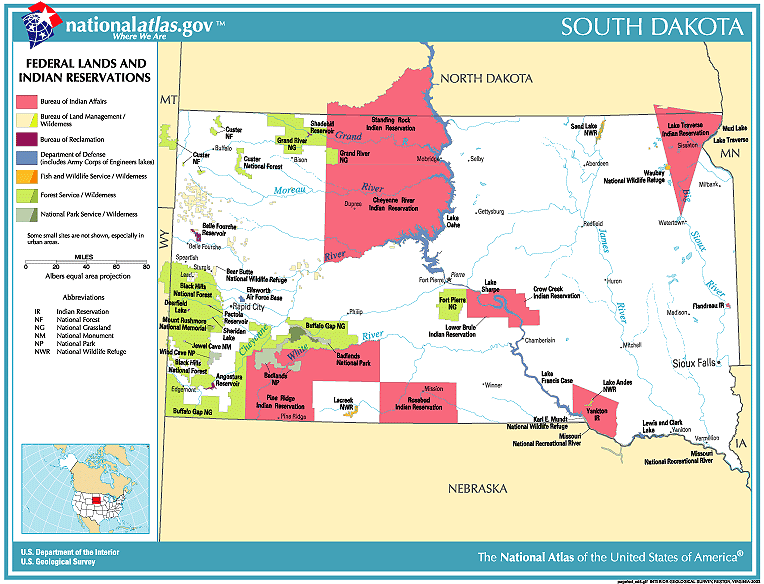
Carte localisant les réserves indiennes et les territoires fédéraux.

Avec 814 180 habitants sur une superficie de 199 730 km2 en 2010, le Dakota du Sud est l'un des États les moins densément peuplés du pays. Pierre, sa capitale, est la seconde plus petite capitale d'État du pays. Le Dakota du Sud est divisé en 66 comtés. Le comté le plus peuplé est le comté de Minnehaha, dont le siège est Sioux Falls ; le moins peuplé est le comté de Jones, avec 1 006 habitants. Le comté le plus étendu est le comté de Meade, avec 9 020 km2 ; le moins étendu est le comté de Clay, avec 1 067 km2.
Parmi les dix plus grandes villes de l'État, seule Rapid City est située à l'ouest de la rivière Missouri,.
Sioux Falls est la plus grande ville avec, en 2009, une population estimée à 158 008 habitants, et une aire urbaine de 238 122 habitants. La ville, fondée en 1856, est située dans le coin sud-est de l'État ; son économie est tournée vers la vente, la finance et le domaine de la santé après avoir été longtemps dominée par l'industrie agricole et l'exploitation des carrières.
Rapid City, avec une population estimée à 67 107 habitants en 2009, et 124 766 habitants dans l'agglomération, est la deuxième ville de l'État. Située dans l'est des Black Hills, elle a été fondée en 1876 ; son économie est fondée sur le tourisme du fait de la proximité de lieux touristiques dans les Black Hills et de l'Ellsworth Air Force Base.
Aberdeen, la troisième ville, avec une population estimée à 24 992 habitants et une aire urbaine (micropolitaine) de 39 139 habitants. Située dans le coin nord-est de l'État, elle a été fondée en 1881 durant l'expansion de la Milwaukee Railroad.
Les sept autres villes importantes de l'État par leur population en 2009 sont Watertown (20 350), Brookings (20 184), Mitchell (14 747), Pierre (14 072), Yankton (13 866), Huron (11 281) et Vermillion (10 417). Pierre est la capitale de l'État. À Brookings et Vermillion se trouvent les deux plus grandes universités du Dakota du Sud.
Avec seulement 66,8 ans d’espérance de vie, les habitants du comté d'Oglala Lakota, dans le Dakota du Sud, ont l'espérance de vie la plus faible de tous les comtés étudiés par l'Institut de métrologie et d'évaluation de la santé (IHME).

### Un État marqué par l'exode rural

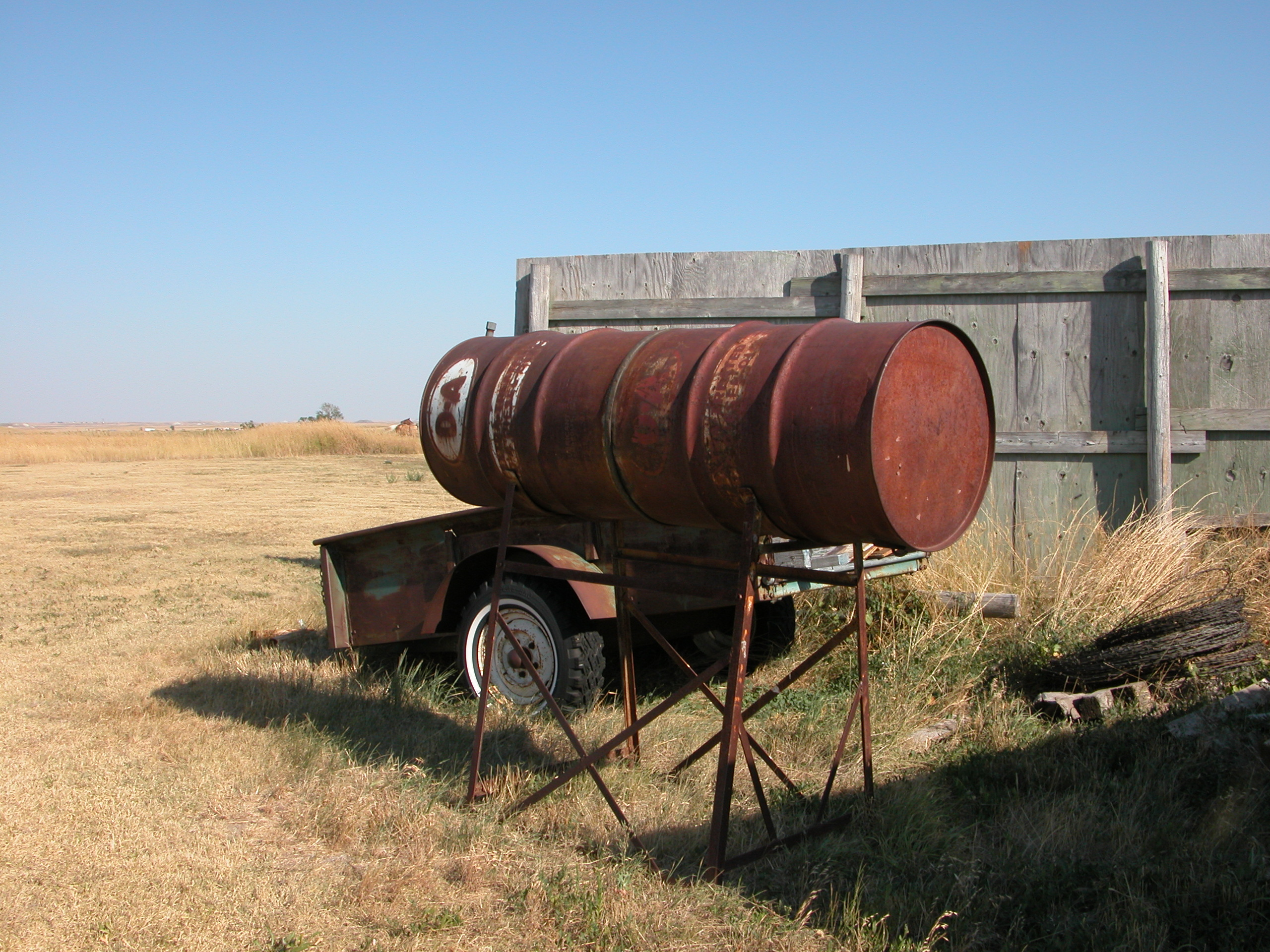
Matériel agricole rouillé près des Badlands.

Le Dakota du Sud, à l'instar du Nebraska, du Kansas, de l'Oklahoma, du Dakota du Nord et de l'Iowa, est touché dans ses comtés ruraux par des baisses de population, qui contrastent avec une augmentation générale (comme dans ces autres États, le Dakota du Nord excepté). 89 % des municipalités de ces six États comptent moins de 3 000 habitants, et des centaines d'entre elles ont moins de 1 000 habitants. Entre 1996 et 2004, un demi-million de personnes environ, dont la moitié avaient un diplôme universitaire, a quitté ces six États. La réponse à cet exode rural a été la mise en place d'allègements fiscaux et d'avantages proposés aux nouveaux arrivants.
Si la majorité des comtés ruraux du Dakota du Sud et la plupart de ses petites villes ont perdu des habitants, les environs de Sioux Falls et la région des Black Hills en ont gagné : le comté de Lincoln, situé près de Sioux Falls, est le septième comté au développement le plus rapide des États-Unis. Cette croissance localisée a compensé les pertes du reste de l'État, ce qui explique l'augmentation régulière de sa population, qui est toutefois plus lente que la moyenne nationale.

### Composition de la population
| Groupe                     | Dakota du Sud | États-Unis |
| -------------------------- | ------------- | ---------- |
| Blancs                     | 84,7          | 72,4       |
| Amérindiens                | 8,5           | 0,9        |
| Métis                      | 1,8           | 2,9        |
| Noirs                      | 1,2           | 12,6       |
| Asiatiques                 | 0,9           | 4,8        |
| Autres                     | 0,1           | 6,4        |
| Total                      | 100,0         | 100,0      |
|                            |               |            |
| Hispaniques (tous groupes) | 2,7           | 16,7       |

Selon les estimations du Bureau du recensement des États-Unis, le Dakota du Sud comptait 812 383 habitants en 2009, ce qui représente une augmentation de 47 548 personnes, soit de 7,6 %, par rapport à 2000. 7,3 % de la population avait moins de 5 ans, 24,7 % moins de 18 ans, 14,4 % 65 ans ou plus. Les femmes composaient environ 50,2 % de la population totale.
Le centre de population de l'État est situé dans le comté de Buffalo, dans son siège non incorporé, Gann Valley.
38,6 % des habitants sont d'origine allemande, 13.6 % norvégienne, 10,7% irlandaise, 8,5 % amérindienne et 5.6  % anglaise . Les Germano-Américains sont le groupe majoritaire dans la plupart des régions de l'État et surtout à l'est de la rivière Missouri ; dans certains comtés la proportion de descendants de Scandinaves est très forte. L'État accueille la plus grande population d'huttériens des États-Unis, un groupe anabaptiste qui a quitté l'Europe en 1874.
L'anglais est légalement la « langue commune » (« common language ») de l'État. Au recensement de 2016, 2 % des personnes âgées de 5 ans et plus parlaient'espagnol à la maison, 1,5 % le lakota ou le dakota, et 0,7 % l'allemand .

#### Population amérindienne
Le Dakota du Sud est le troisième État du pays pour la proportion d'habitants d'origine amérindienne, après l'Alaska et le Nouveau-Mexique. Les Amérindiens, surtout des Lakotas, Dakotas et Nakotas (Sioux), sont majoritaires dans plusieurs comtés (cinq comtés sont entièrement situés dans les réserves) ; ils composent 20 % de la population dans la zone West River. L'État compte sept grandes réserves, qui ne représentent cependant qu'une partie de l'ancienne Grande Réserve sioux. Les conditions de vie dans ces réserves sont souvent en dessous de la moyenne nationale : le comté de Ziebach était le plus pauvre comté de la nation en 2009 ; le Dakota du Sud compte 10 comtés dans la liste des cent comtés des États-Unis ayant les revenus par habitant les plus faibles. Le taux de chômage à Fort Thompson, dans la Crow Creek Indian Reservation, est de 70 % ; 21 % des habitations sont dépourvues de plomberie et d'appareils de cuisine de base. Une étude conduite en 1995 par le Bureau du recensement indiquait que 58 % des habitations de la réserve indienne de Pine Ridge ne disposaient pas de téléphone.

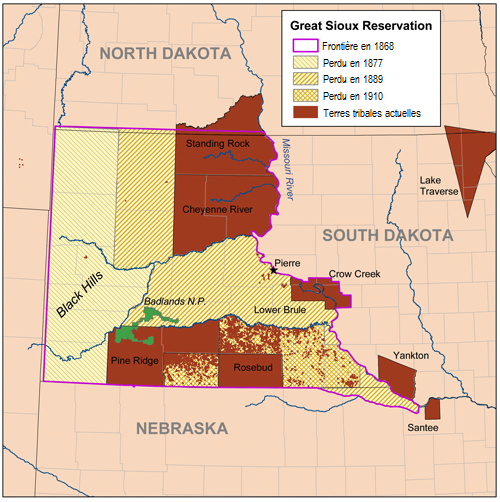
Évolution du territoire de la Grande Réserve sioux.

| Nom du comté | Proportion d'amérindiens dans la population (%) en 2000 | Position dans la liste des comtés américains avec les revenus par habitant les plus faibles |
| ------------ | ------------------------------------------------------- | ------------------------------------------------------------------------------------------- |
| Shannon      | 94,2                                                    | 2e                                                                                          |
| Todd         | 85,6                                                    | 5e                                                                                          |
| Buffalo      | 81,6                                                    | 1er                                                                                         |
| Dewey        | 74,2                                                    | 11e                                                                                         |
| Ziebach      | 72,3                                                    | 4e                                                                                          |
| Corson       | 60,8                                                    | 42e                                                                                         |
| Mellette     | 52,4                                                    | 32e                                                                                         |
| Bennett      | 52,1                                                    | 25e                                                                                         |

| Nom de la réserve | Fondée en | Superficie (km²) | Population | Comtés                                                                        |
| ----------------- | --------- | ---------------- | ---------- | ----------------------------------------------------------------------------- |
| Cheyenne River    | 1889      | 11 051,447       | 8 470      | Dewey, Ziebach, Stanley, Haakon, Meade                                        |
| Crow Creek        | 1862      | 1 092,09         | 2 225      | Buffalo, Hughes, Hyde                                                         |
| Flandreau         | 1936      | 9,534            | 408        | Moody                                                                         |
| Lake Traverse     | 1936      | 3 754,596        | 10 408     | Roberts, Marshall, Day, Grant, Codington / Sargent, Richland (Dakota du Nord) |
| Lower Brulé       | 1935      | 536,617          | 1 353      | Lyman, Stanley                                                                |
| Northern Cheyenne | 1884      | 1 831,059        | 4 470      | Comté de Meade, mais en majorité dans le Montana (Rosebud, Big Horn)          |
| Pine Ridge        | 1889      | 8 984,306        | 28 700     | Shannon, Jackson, Bennett / Sheridan (Nebraska)                               |
| Rosebud           | 1889      | 5 103,214        | 21 245     | Todd, Mellette, Tripp, Gregory, Lyman                                         |
| Standing Rock     | 1864      | 9 251,183238     | 8 250      | Corson, Dewey, Ziebach / Sioux (Dakota du Nord)                               |
| Turtle Mountain   | 1882      | 175,039          | 5 815      | Rolette                                                                       |
| Yankton           | 1963      | 1 772,604        | 6 500      | Charles Mix                                                                   |

### Religions
| Religion                    | Dakota du Sud | États-Unis |
| --------------------------- | ------------- | ---------- |
| Protestantisme traditionnel | 32            | 14,7       |
| Protestantisme évangélique  | 25            | 25,4       |
| Catholicisme                | 22            | 20,8       |
| Non affiliés                | 12            | 15,8       |
| Autres                      | 6             | 6,4        |
| Agnosticisme                | 4             | 4,0        |
| Athéisme                    | 3             | 3,1        |

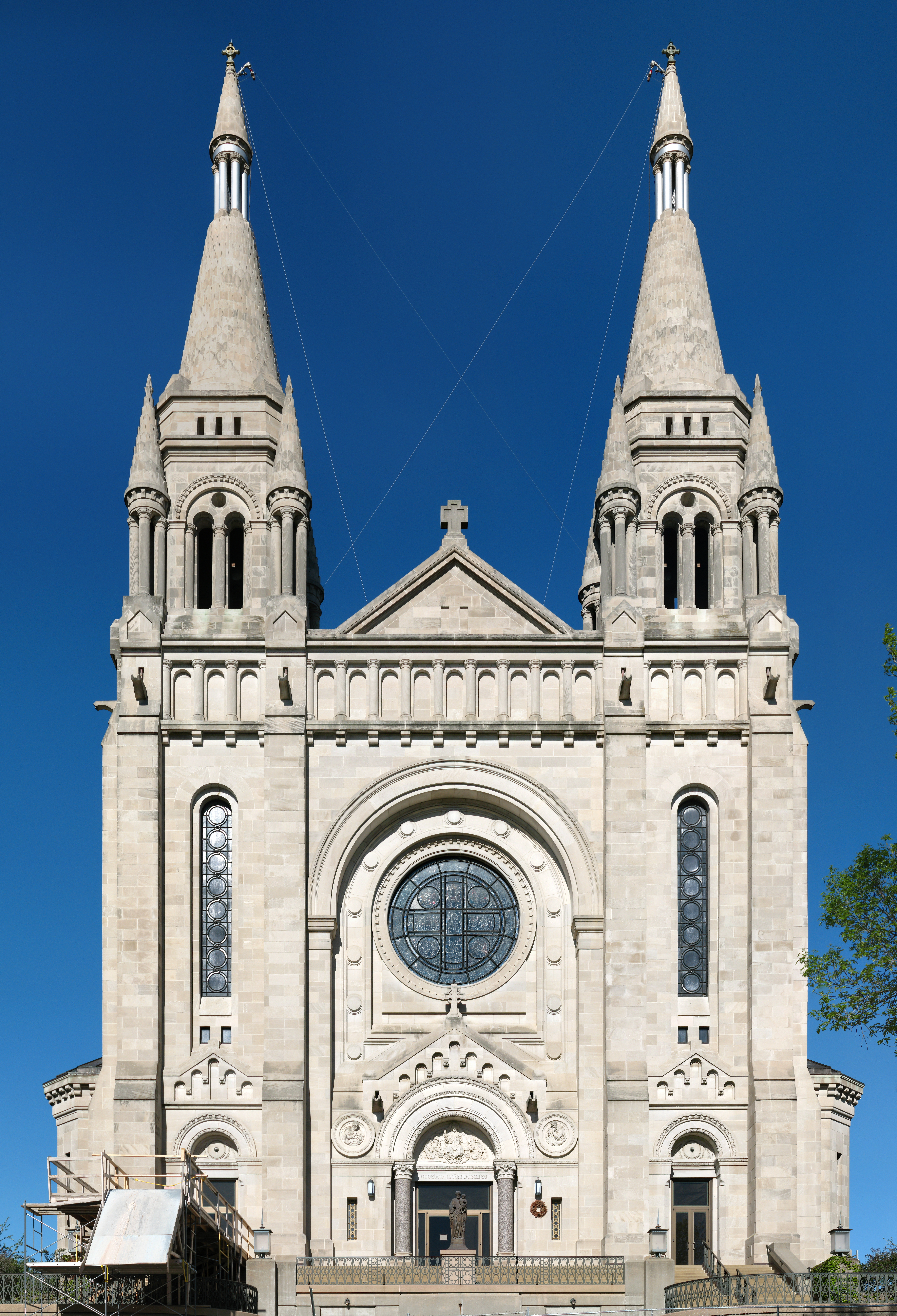
La cathédrale Saint-Joseph de Sioux Falls est l'une des plus grandes cathédrales de l'Église catholique aux États-Unis.

Les communautés luthériennes (constituées par les immigrants scandinaves) et catholiques dominent le paysage religieux du Dakota du Sud : en 2000, l'Église catholique y comptait 181 434 fidèles, l'Église évangélique luthérienne en Amérique, 121 871 fidèles et l'Église méthodiste unie 37 280 fidèles. Le Dakota du Sud est divisé en deux diocèses de l'Église catholique : à l'ouest, celui de Rapid City ; à l'est, celui de Sioux Falls ; leur frontière est le Missouri. Ils font partie de la province ecclésiastique de Saint Paul et Minneapolis.

### Langues
| Langue   | 1980    | 1990    | 2000    | 2010    | 2016    |
| -------- | ------- | ------- | ------- | ------- | ------- |
| Anglais  | 92,19 % | 93,45 % | 93,65 % | 93,46 % | 93,73 % |
| Allemand | 3,47 %  | 2,73 %  | 1,91 %  | 1,37 %  | 0,61 %  |
| Dakota   | 2,07 %  | 1,41 %  | 1,51 %  | 1,39 %  | 1,26 %  |
| Espagnol | 0,47 %  | 0,78 %  | 1,43 %  | 2,06 %  | 1,99 %  |
| Autres   | 1,22 %  | 1,53 %  | 1,62 %  | 1,79 %  | 2,40 %  |

1. ↑  Chiffre correspondant à l'ensemble des langues amérindiennes parlées dans l'État.

## Politique et gouvernement
| Gouvernement du Dakota du Sud | Gouvernement du Dakota du Sud | Gouvernement du Dakota du Sud | Gouvernement du Dakota du Sud | Gouvernement du Dakota du Sud | Gouvernement du Dakota du Sud | Gouvernement du Dakota du Sud | Gouvernement du Dakota du Sud | Gouvernement du Dakota du Sud | Gouvernement du Dakota du Sud | Gouvernement du Dakota du Sud | Gouvernement du Dakota du Sud | Gouvernement du Dakota du Sud                  | Gouvernement du Dakota du Sud                  | Législature d'État        | Législature d'État | Congrès fédéral           | Congrès fédéral |
| Gouverneur                    | Gouverneur                    | Lieutenant-gouverneur         | Lieutenant-gouverneur         | Secrétaire d'État             | Secrétaire d'État             | Procureur général             | Procureur général             | Auditeur                      | Auditeur                      | Trésorier                     | Trésorier                     | Commissaire des Écoles et des Terres publiques | Commissaire des Écoles et des Terres publiques | Chambre des représentants | Sénat              | Chambre des représentants | Sénat           |
| ----------------------------- | ----------------------------- | ----------------------------- | ----------------------------- | ----------------------------- | ----------------------------- | ----------------------------- | ----------------------------- | ----------------------------- | ----------------------------- | ----------------------------- | ----------------------------- | ---------------------------------------------- | ---------------------------------------------- | ------------------------- | ------------------ | ------------------------- | --------------- |
|                               | Larry Rhoden (R)              |                               |                               |                               | Steve Barnett (R)             |                               | Jason Ravnsborg (R)           |                               | Rich Sattgast (R)             |                               | Josh Haeder (R)               |                                                | Ryan Brunner (R)                               | D : 7 R : 63              | D : 4 R : 30       | R : 1                     | R : 2           |

### Organisation des pouvoirs

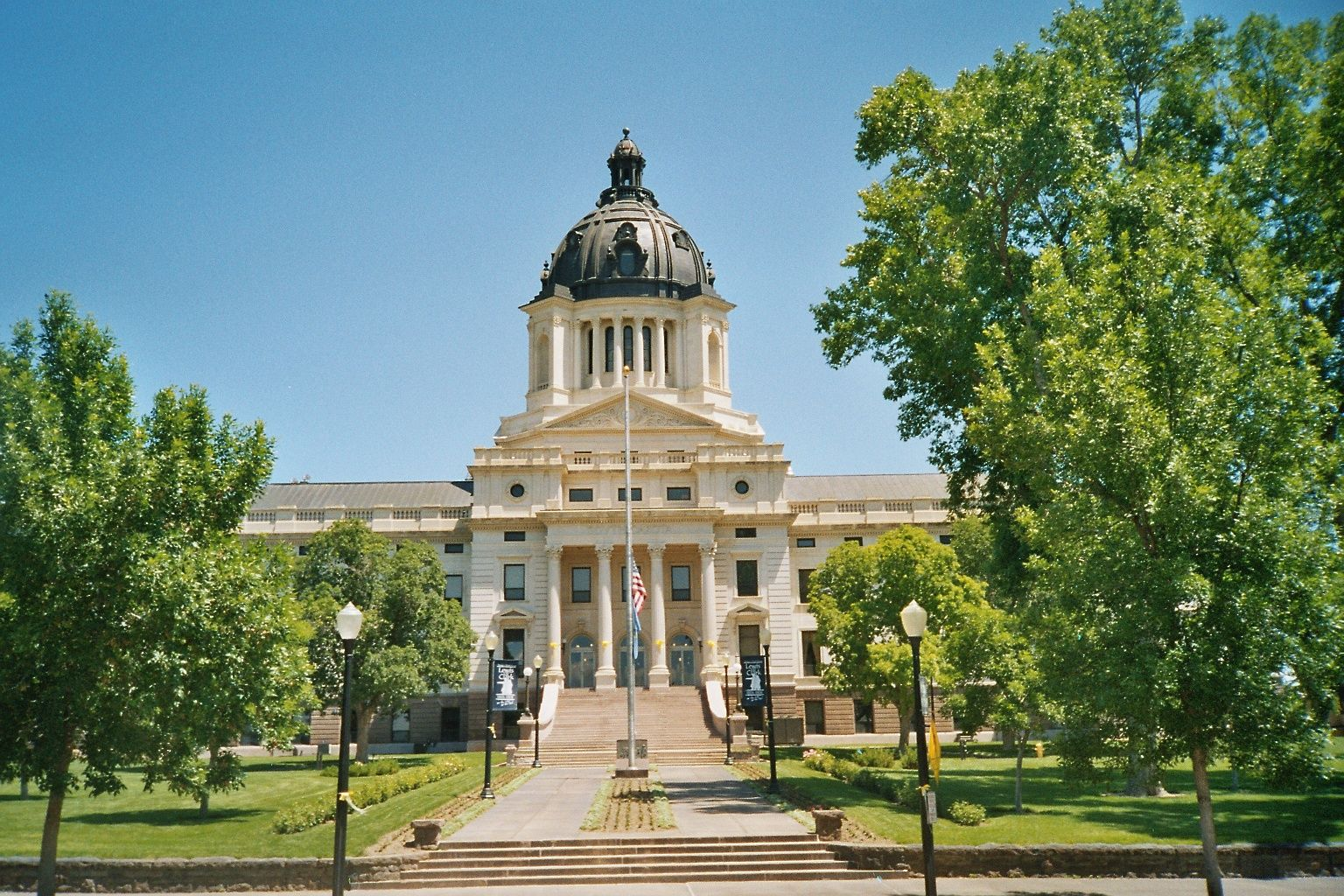
Capitole du Dakota du Sud à Pierre.

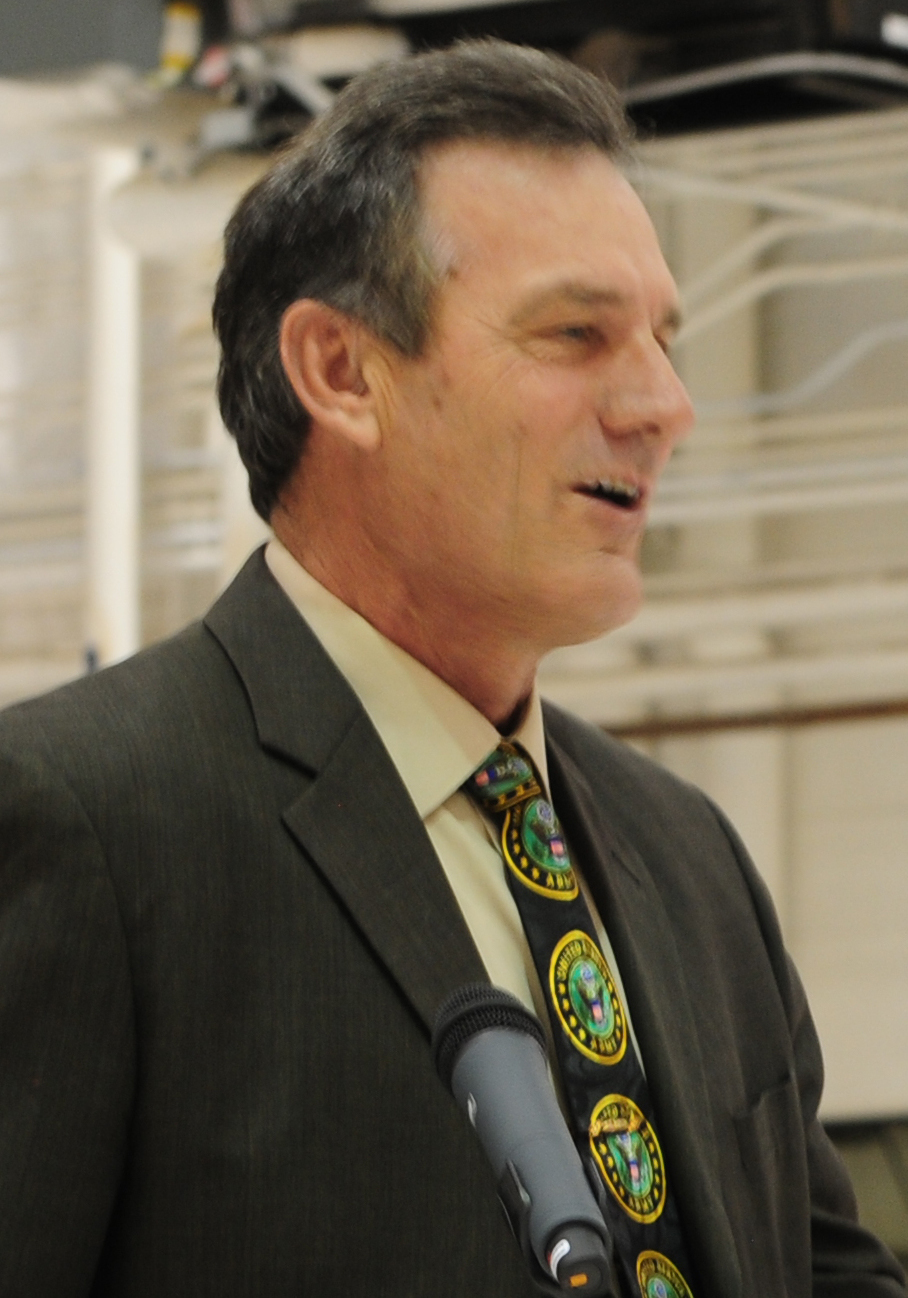
Larry Rhoden, gouverneur depuis 2025.

À l'instar des autres États des États-Unis, le gouvernement du Dakota du Sud reprend la structure du gouvernement fédéral, en distinguant les pouvoirs exécutif, législatif et judiciaire, et en suivant une constitution, qui peut être amendée soit par un vote à la majorité des deux chambres de la Législature, soit sur l'initiative des électeurs.
Le gouverneur du Dakota du Sud est élu pour un mandat de 4 ans renouvelable une seule fois ; il est à la tête du pouvoir exécutif,, nomme son cabinet, et dirige la South Dakota National Guard. Il promulgue les lois et peut opposer son veto aux décisions prises par la Législature. Le gouverneur a le droit de grâce et peut commuer les peines. Depuis janvier 2011, le gouverneur du Dakota du Sud est le républicain Dennis Daugaard. Il a succédé au républicain Mike Rounds, gouverneur pendant les huit années précédentes. Aucun démocrate n'a été élu au poste de gouverneur depuis 1978.
Durant la législature 2011-2013, les deux chambres sont dominées largement par les républicains (50 républicains contre 19 démocrates et 1 indépendant à la chambre des représentants du Dakota du Sud et 30 sénateurs républicains contre cinq démocrates au Sénat).

### Géographie électorale

Les 35 circonscriptions électorales du Dakota du Sud.

Dans la représentation commune, l'État est divisé par la rivière Missouri en deux régions. On considère généralement l'East River comme plus modérée, à l'instar des États voisins, l'Iowa et le Minnesota ; la West River est plus conservatrice, à l'instar du Montana et du Wyoming. La réalité est moins schématique : d'une part les comtés les plus démocrates de l'État se trouvent dans la West River, parce qu'ils se trouvent dans les réserves amérindiennes, d'autre part les comtés les plus républicains sont situés dans l'East River. Le vote amérindien, traditionnellement démocrate, a pris davantage d'importance vers la fin du XXe siècle ; il a été considéré comme instrumental dans la victoire des démocrates Tom Daschle et Tim P. Johnson ; toutefois, une personnalité amérindienne comme Russell Means a soutenu le républicain John Thune en 2004. Une partie de la moitié occidentale de l'East River n'est pas très éloignée politiquement de la West River. Ces éléments conduisent de nombreux commentateurs à poser la James River Valley comme la véritable ligne de séparation entre ces deux tendances politiques.

### Vie politique
Le Dakota du Sud est un État traditionnellement conservateur et républicain. Les huit dernières élections de gouverneur ont été gagnées par des républicains qui dominent également le parlement de l'État depuis 30 ans (à l'exception d'un bref intermède). Lors de l'élection du sénateur du Dakota du Sud au niveau fédéral de 2010, le républicain John Thune a été élu sans affronter de candidat démocrate. Le Dakota du Sud est connu pour les nombreux débats et lois qu'y suscite la problématique de l'avortement.
| Année | Républicain       | Démocrate         |
| ----- | ----------------- | ----------------- |
| 1960  | 58,21 % (178 417) | 41,79 % (128 070) |
| 1964  | 44,39 % (130 108) | 55,61 % (163 010) |
| 1968  | 53,27 % (149 841) | 41,96 % (118 023) |
| 1972  | 54,15 % (166 476) | 45,52 % (139 945) |
| 1976  | 50,39 % (151 505) | 48,91 % (147 068) |
| 1980  | 60,53 % (198 343) | 31,69 % (103 855) |
| 1984  | 63,00 % (200 267) | 36,53 % (116 113) |
| 1988  | 52,85 % (165 415) | 46,51 % (145 560) |
| 1992  | 40,66 % (136 718) | 37,14 % (124 888) |
| 1996  | 46,49 % (150 543) | 43,03 % (139 333) |
| 2000  | 60,30 % (190 700) | 37,56 % (118 804) |
| 2004  | 59,91 % (232 584) | 38,44 % (149 244) |
| 2008  | 54,30 % (203 019) | 45,70 % (170 886) |
| 2012  | 57,89 % (210 610) | 39,87 % (145 039) |
| 2016  | 61,53 % (227 721) | 31,74 % (117 458) |
| 2020  | 61,77 % (261 043) | 35,61 % (150 471) |
| 2024  | 63,43 % (272 081) | 34,24 % (146 859) |

#### Élections présidentielles
Lors de la première élection organisée dans l'État en 1892, le président républicain Benjamin Harrison l'emporte avec 49,48 % face au candidat soutenu par le Parti populiste, James B. Weaver (37,64 %) et face au candidat démocrate, l'ancien président Grover Cleveland (12,88 %), pourtant élu au niveau national.
Quatre ans plus tard, le candidat démocrate soutenu par le Parti populiste, William Jennings Bryan, l'emporte de justesse avec 49,70 % des voix contre le candidat républicain William McKinley (49,48 %), en revanche élu au niveau national. En 1900, McKinley obtient cependant 56,73 % des suffrages pour sa réélection.
Après avoir plébiscité les candidats républicains en 1904 et 1908, le Dakota du Sud est en 1912 l'un des rares États à soutenir le candidat républicain progressiste Theodore Roosevelt (50,56 %).
Le premier candidat démocrate au XXe siècle à recevoir l'appui des électeurs du Dakota du Sud est Franklin Delano Roosevelt en 1932 (63,62 %). Après avoir réitéré ce choix en 1936, le Dakota du Sud est l'un de la dizaine d'États à choisir ses adversaires républicains Wendell Willkie en 1940 (57,41 %) et Thomas Dewey (58,33 %) en 1944.
Le second et dernier candidat démocrate à l'élection présidentielle durant le XXe siècle à avoir remporté cet État est le président Lyndon B. Johnson en 1964. En fait, aucun candidat démocrate n'a par la suite réussi à remporter le Dakota du Sud lors des élections présidentielles.
Ainsi, en 1972, le candidat démocrate George McGovern, pourtant lui-même natif et sénateur de Dakota du Sud, ne parvient pas à remporter son propre État contre Richard Nixon.
Lors des élections présidentielles de 2000 et 2004, les habitants du Dakota du Sud ont plébiscité le candidat républicain George W. Bush avec 60 % des voix contre 37,5 % à Al Gore puis 60 % des voix contre 38,5 % à John Kerry. En 2008, c'est encore le candidat républicain, John McCain, qui obtient les trois grands électeurs de l'État face au démocrate Barack Obama, pourtant élu au niveau national. En 2016, Donald Trump récolte le plus de voix dans le Dakota du Sud avec 61,5 % des suffrages, contre 31,7 % pour son adversaire Hillary Clinton.

#### Représentation nationale
Au niveau national, les sénateurs de l'État sont les républicains Mike Rounds et John Thune, lequel a défait en novembre 2004 le leader de la minorité démocrate au Sénat, Tom Daschle. À la Chambre des représentants, l'unique élu de l'État est le républicain Dusty Johnson, élu en novembre 2018. Le Dakota du Sud est l'un des sept États à ne posséder qu'un siège à la Chambre des Représentants. Lors des élections présidentielles, il compte trois voix sur les 538 composant le Collège électoral des États-Unis.

#### Débat sur l'avortement
L'avortement était illégal dans le Dakota du Sud avant que la Cour suprême ne le légalise dans tous les États-Unis en 1973. Depuis, il est très encadré et donne lieu à de nombreux débats. Le Dakota du Sud a été le premier État à remettre en question l'interruption volontaire de grossesse, le 4 mars 2006, à la suite de la promulgation par le gouverneur d'une loi interdisant la quasi-totalité des avortements. Le texte prévoyait 5 000 dollars d'amende et jusqu'à cinq ans de prison pour le médecin procédant à l'avortement, sauf s'il s'agissait de sauver la vie de la mère. Aucune exception n'était tolérée, y compris en cas de viol ou d'inceste. Dans la réserve indienne de Pine Ridge, Cecilia Fire Thunder est démise de sa fonction de présidente de la tribu des Oglalas pour avoir lancé un projet de clinique de planning familial sur le territoire de la réserve, sur lequel les lois du Dakota du Sud ne sont pas appliquées ; peu après l'avoir destituée, le conseil tribal a institué l'interdiction de l'avortement dans la réserve. L'interdiction de l'IVG dans le Dakota du Sud devait entrer en vigueur le 1er juillet 2006. Elle a dans un premier temps été suspendue par des recours en justice menés par le planning familial. En novembre 2006, les électeurs rejetèrent par référendum la loi par environ 55 % des votants,. Dans la même période, plusieurs autres États (Mississippi, Géorgie, Ohio, Caroline du Sud, Tennessee et Indiana) préparent également des textes restreignant très fortement l'avortement.
En novembre 2008, les électeurs se sont prononcés par référendum contre une loi interdisant l'avortement, excepté en cas de viol, d'inceste ou de danger pour la santé physique de la mère. Au début de 2011, la proposition de loi House 1171, veut étendre la notion juridique d'homicide justifié à la défense d'un enfant à naître, ce qui revient à donner des circonstances atténuantes au meurtre d'un médecin qui pratiquerait l'opération ; elle est reportée après avoir soulevé une polémique.

## Économie

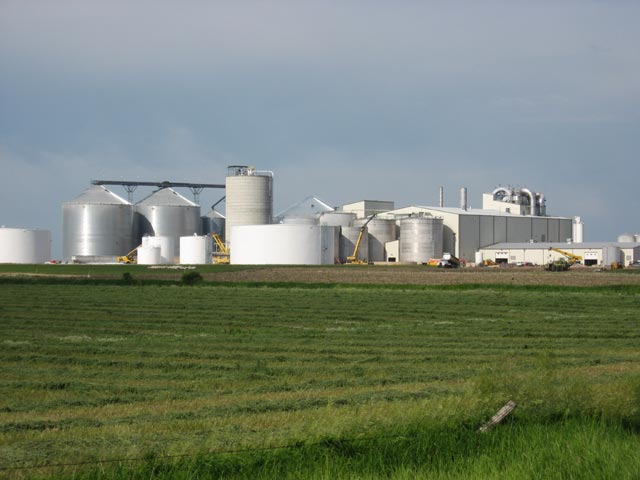
Une usine d'éthanol du comté de Turner.

Le produit intérieur brut (PIB) de l'État est de 32,3 milliards de dollars, soit 26 894 $ par habitant en 2004 (13,08 % en dessous de la moyenne nationale). 12,5 % de la population vivait en dessous du seuil de pauvreté en 2008. Au mois de juillet 2011, le taux de chômage était de 4,7 %, le cinquième taux le plus faible des États-Unis,.
Bien que l'industrie ait connu un récent sursaut, le secteur des services représente la part la plus large de l'économie. La vente au détail, la finance et la santé y sont prédominantes. Citibank a établi le siège national de ses opérations bancaires dans le Dakota du Sud en 1981 pour bénéficier de sa réglementation dans ce domaine. Les dépenses administratives fournissent plus de 10 % du produit brut de l'État ; la base militaire d'Ellsworth en est le second employeur.
Historiquement, la production minière a été importante dans le Dakota du Sud. La plupart des villes importantes de la région des Black Hills ont été fondées par des chercheurs d'or ; les carrières ont longtemps joué un important rôle économique dans l'Est de l'État. Actuellement, c'est un producteur d'or (entre son ouverture en 1876 et sa fermeture en 2002, la Homestake Mine a produit plus d'un milliard de dollars), de Sioux Quartzite, du granit Milbank, du sable, du gravier, du calcaire, du mica et de l'uranium, ainsi qu'une petite quantité de pétrole et de gaz naturel
L'agriculture représente une autre grande partie de l'économie. Les principales productions sont la viande d'agneau, de bœuf, de porc et de volaille, le blé (dans le Nord de l'État, il s'agit de blé de printemps), le maïs, la laine, le soja, l'avoine, la luzerne, l'orge, le colza et le tournesol. C'est dans l'Est de l'État que se trouvent les sols les plus fertiles et donc la majorité des cultures ; à l'ouest de la rivière Missouri, l'élevage en ranch domine. La production d'éthanol (le Dakota du Sud est à la sixième place des États pour sa production) et la transformation de la viande ont aussi un gros impact sur l'économie de la région.
La Chambre de commerce et d'industrie du Dakota du Sud pour sa part existe depuis 75 ans. Elle travaille à maintenir un équilibre entre niveaux d'imposition raisonnables et infrastructure publique adéquate. De plus la Chambre travaille à préparer l'État pour les transitions économiques.

### Impôts et taxes

#### Paradis fiscal?
Le Dakota du Sud se présente souvent comme une juridiction idéale pour des Américains des États-Unis cherchant à payer moins de taxes (afin qu'ils n'aillent pas créer des fiducies dans une île éloignée) ou pour des étrangers (dont élites latino-américaines par exemple).
La plupart des États ne classent pas les États-Unis comme un « paradis fiscal », ce qui permet aux fiducies américaines de bénéficier d'une bonne réputation apriori aux yeux de leurs clients (et de clients éventuels qui chercheraient à quitter les îles Caïmans (et sa fiducie STAR), les BVI (et sa fiducie Vista) ou d'autres paradis fiscaux trop évidents tels que les Seychelles, le Belize, les îles Cook, Nevis)…
Le Dakota du Sud est ainsi dans le monde de plus en plus souvent présenté comme un paradis fiscal, ce qui a été confirmé par l'enquête de l'ICIJ sur les Pandora Papers, dont les premiers résultats ont été publiés en 2021, mais outre le Delaware depuis longtemps connu pour faciliter l'opacité des entreprises qui s'y déclarent, deux autres juridiction américaines (Nevada et Alaska) se montrent laxistes vis-à-vis de la Finance internationale noire ou grises, et en particulier vis-à-vis des Fiducies et des trusts pour lesquelles des dispositions très abusives ont été prises selon l'ONG Tax Justice Network.

#### Gestion des taxes
En 2005, le taux d'impôt par habitant était dans le Dakota du Sud le plus bas des États-Unis, pays classé au second rang des pires contrevenants par le Financial Secrecy Index calculé deux fois par an par l'ONG TJN. Cet État ne lève en effet pas d'impôt sur le revenu des particuliers, sur les entreprises, sur les successions et la propriété personnelle. La taxe sur la vente est fixée à 4 %, mais peut atteindre 6 % du fait des prélèvements locaux. La taxe sur la vente ne s'applique pas sur la vente dans les réserves amérindiennes, mais de nombreuses réserves ont un accord avec l'État, selon lequel leurs commerces perçoivent la taxe tandis que l'État rembourse aux tribus le pourcentage d'impôts collectés en prenant en compte le rapport entre la population amérindienne et la population totale du comté ou de la région concernée.
Les taxes ad valorem et l'impôt foncier sont gérés au niveau local et permettent de financer les districts scolaires, les comtés, les municipalités et les autres administrations. L'agence d'État South Dakota Special Tax Division régule plusieurs taxes, dont celles sur le tabac et l'alcool

### Des parcs et monuments nationaux attractifs

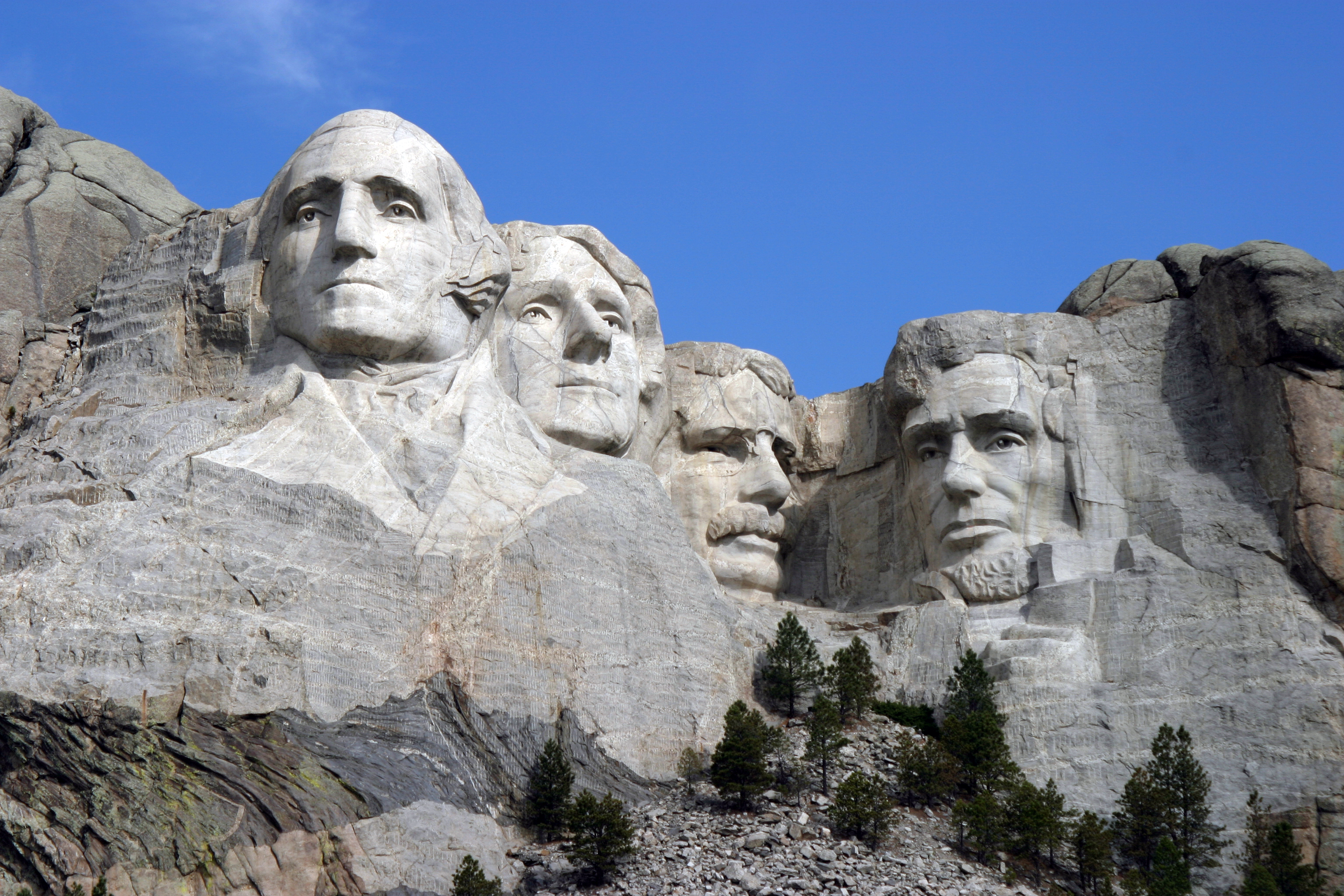
Le Mémorial national du mont Rushmore dans les Black Hills.

Le tourisme est un secteur notable de l'économie de l'État du Dakota du Sud : il fournirait plus de 33 000 emplois et rapporterait plus de deux milliards de dollars à l'État. La promotion des sites touristiques par l'État a commencé dès les années 1930. Les principales destinations sont les sites administrés par le National Park Service, parmi lesquels deux parcs nationaux situés dans la région Sud-Ouest de l'État : le parc national de Wind Cave, fondé en 1903 dans les Black Hills, qui contient un important réseau de cavernes ainsi qu'un grand troupeau de bisons américains, et le parc national des Badlands, créé en 1978, connu pour son paysage érodé aux couleurs vives et les prairies semi-arides qui l'environnent. Le monument national du mont Rushmore dans les Black Hills a été créé en 1925. La sculpture des quatre présidents des États-Unis a été taillée dans les montagnes par Gutzon Borglum. Les autres zones gérées par le National Park Service sont le Jewel Cave National Monument près de Custer, le Lewis and Clark National Historic Trail, le Minuteman Missile National Historic Site, qui présente un silo à missile nucléaire désaffecté et un poste de contrôle, et la Missouri National Recreational River. Le Crazy Horse Memorial est une grande sculpture inspirée par celle du mont Rushmore qui est en cours de construction, sur des fonds privés.
Le service des forêts des États-Unis gère plusieurs zones dans l'État : les deux forêts nationales, la forêt nationale des Black Hills et une petite portion de la forêt nationale de Custer et trois prairies nationales, la Buffalo Gap National Grassland, les Dakota Prairie Grasslands et la Fort Pierre National Grassland.
Le South Dakota Department of Game, Fish, and Parks, une agence de l'État, gère de nombreux parcs d'État. Le parc d'État Custer, situé dans les Black Hills, est le deuxième parc d'État par sa superficie ; il est notamment renommé pour le lac Sylvan, le parcours pittoresque de la Needles Highway (South Dakota Highway 87), et sa faune. Le parc d'État de Bear Butte près de Sturgis et la Lewis and Clark State Recreation Area, près de Yankton, sont également connus.
L'État compte également 16 National Historic Landmarks et plus de 1 250 lieux listés dans le Registre national des lieux historiques.

## Culture
La culture du Dakota du Sud, traditionnellement rurale, est influencée par ses origines amérindienne et européenne.

### Éducation

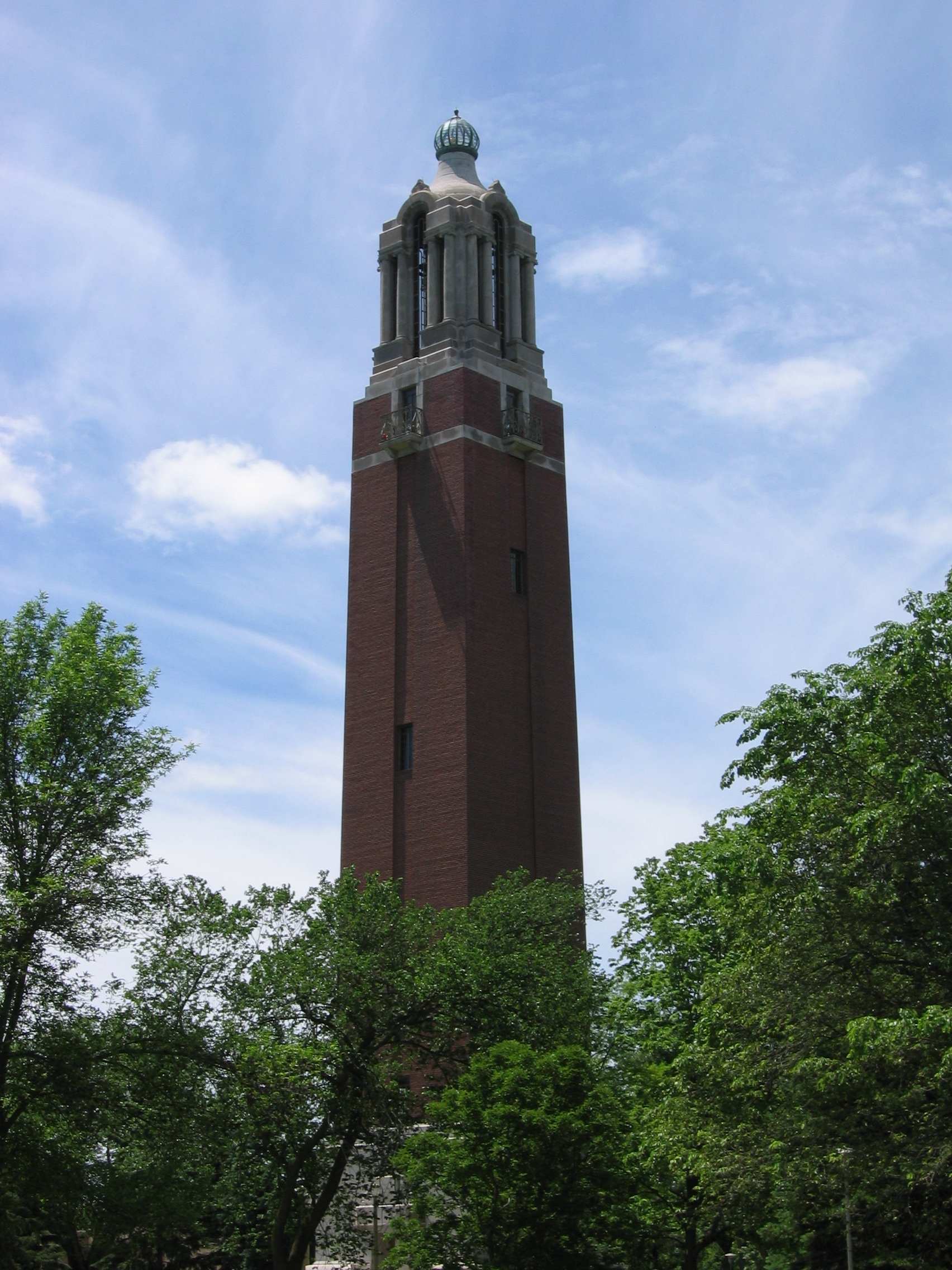
Le Coughlin Campanile, un monument sur le campus de l'université d'État du Dakota du Sud à Brookings.

En 2006, le Dakota du Sud comptait 136 872 élèves dans le premier et le second degré, dont 120 278 dans le système public. Il y a 703 écoles publiques dans 168 districts scolaires, ce qui donne dans le Dakota du Sud le plus grand nombre d'écoles par habitant dans le pays. Le taux de réussite au diplôme d'études secondaires est de 89,9 % et le score moyen au test ACT est de 21,8, soit un peu plus que la moyenne nationale de 21,1. 84,6 % de la population adulte avait obtenu au moins le diplôme de fin de lycée, et 21.5 % avait un bachelor's degree ou un diplôme supérieur. Le salaire moyen des enseignants du système public de l'État est de 36 674 $, alors que la moyenne nationale est de 52 308 $ : c'est le plus bas salaire d'enseignant aux États-Unis.
Le South Dakota Board of Regents, dont les membres sont choisis par le gouverneur, contrôle les six universités publiques du Dakota du Sud. L'université d'État du Dakota du Sud (SDSU), à Brookings, est, avec 12 376 étudiants, la plus grande université de l'État ; l'université du Dakota du Sud (USD), à Vermillion, est la plus ancienne, et contient la seule faculté de droit et la seule faculté de médecine de l'État. La plus grande université privée est l'Augustana College à Sioux Falls.

### Arts

#### Littérature

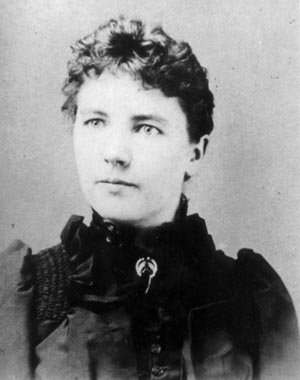
Laura Ingalls Wilder.

Laura Ingalls Wilder, qui a écrit des livres plus ou moins autobiographiques à propos de ses jeunes années près de la frontière, est l'un des écrivains les plus connus du Dakota du Sud. Son enfance dans une propriété située près de De Smet apparaît dans ses romans Sur les rives du lac (By the Shores of Silver Lake), Un hiver sans fin (The Long Winter), La Petite Ville dans la prairie (Little Town on the Prairie), et Les Jeunes Mariés (The First Four Years). Sa maison d'enfance, construite par son père, a été conservée et est ouverte au public.
Ole Edvart Rølvaag est un autre auteur qui a écrit des ouvrages à propos de l'époque de la colonisation de la région. Immigrant norvégien, Rølvaag s'est installé à Elk Point en 1896 pour travailler comme ouvrier agricole ; il a par la suite étudié l'anglais à l'Augustana College (situé à l'époque à Canton). Rølvaag a écrit de nombreux romans (parmi lesquels Giants of the Earth: A Saga of the Prairie, Peder Victorious, et Their Fathers' God), dont la plupart abordent le thème des difficultés éprouvées par les immigrants dans le Dakota pour gagner leur vie tout en préservant leur héritage culturel dans un pays étranger.
Le romancier Frederick Manfred, qui a désigné sous le nom de « Siouxland » une région comprenant l'Ouest de l'Iowa, le Sud du Minnesota et la partie orientale du Dakota du sud, a situé l'action de plusieurs de ses romans dans le Dakota du Sud, par exemple The Golden Bowl (durant le Dust Bowl) et King of Spades (durant la ruée vers l'or des Black Hills).

#### Arts visuels
Le Dakota du Sud compte de nombreux pétroglyphes, surtout dans les Black Hills. Certaines de ces peintures et sculptures datent de cinq mille à trois mille ans avant notre ère ; elles représentent pour la plupart des humains avec les bras levés ou des animaux. Bien qu'il ne reste pas de traces de la culture et de l'identité de ces artistes, les styles présentés par les pétroglyphes sont similaires par certains côtés avec la production de cultures ultérieures, jusqu'à l'art Sioux contemporain.
À partir des années 1830 plusieurs peintres et illustrateurs ont réalisé des tableaux et des croquis des environs de Fort Pierre et de leurs habitants. L'un des premiers artistes non-amérindiens de la région, George Catlin, y est resté pendant quinze jours en 1832 et a réalisé de nombreux croquis et portraits des Amérindiens, de leurs danses et des chasses aux bisons. Plusieurs années plus tard, l'artiste suisse Karl Bodmer, a remonté le Missouri et a vécu durant une période au sein des tribus du centre de l'actuel État, ce qui lui a permis de réaliser en grand nombre des paysages très détaillés du territoire et des portraits des Amérindiens.
Le peintre et illustrateur Harvey Dunn a grandi dans une propriété située près de Manchester à la fin du XIXe siècle ; il est surtout connu pour les œuvres réalisées vers la fin de sa carrière, qui représentent diverses scènes de la vie dans les territoires de la Frontière. Oscar Howe, né dans la Crow Creek Reservation, est connu pour ses aquarelles ; il a fait partie des premiers peintres amérindiens ayant été influencés par l'art abstrait. Terry Redlin, originaire de Watertown, où se trouve désormais le Redlin Art Center qui expose la plupart de ses créations, s'est illustré dans la peinture de scènes rurales. Dick Termes, un habitant de Spearfish influencé par Maurits Cornelis Escher et Richard Buckminster Fuller, est renommé pour ses Termespheres, des scènes peintes sur des sphères qui peuvent être vues de n'importe quel angle.

### Événements culturels
L'héritage historique et ethnique de l'État est célébré chaque année par plusieurs évènements, dont le festival Days of '76 à Deadwood qui célèbre l'arrivée des pionniers, les Journées tchèques à Tabor, la Fête de la Saint-Patrick, le Cinco de Mayo à Sioux Falls et les Riverboat Days à Yankton. De nombreux pow-wow sont organisés dans tout l'État. Le Buffalo Roundup du parc d'État Custer, au cours duquel des volontaires à cheval se chargent de rassembler le troupeau de 1 500 bisons qu'il contient, est un évènement populaire. De nombreux comtés et villes organisent des foires annuelles, la plus importante étant la Sioux Empire Fair, avec environ 250 000 visiteurs chaque année.
Une réunion de motards en Harley-Davidson a lieu tous les ans au mois d'août à Sturgis dans le Nord-Ouest de l'État. Cet événement rassemble 500 000 personnes venant de tout le pays assister au Sturgis Motorcycle Rally.

### Média
Le premier journal du Dakota du Sud, le Dakota Democrat, est d'abord publié à Yankton en 1858. Aujourd'hui, le journal le plus lu est l'Argus Leader de Sioux Falls, avec 63 701 exemplaires le dimanche et 44 334 exemplaires chaque jour de semaine. Le Rapid City Journal, avec une circulation de 32 638 exemplaires le dimanche et 27 827 chaque jour de semaine, est le deuxième journal de l'État. Les quatre autres journaux principaux sont le American News (Aberdeen), le Watertown Public Opinion, le Huron Plainsman, et le Brookings Register. En 1981, Tim Giago (en) fonde le Lakota Times, un journal destiné à la communauté amérindienne de la réserve indienne de Pine Ridge ; il est aujourd'hui publié à New York, sous le nom de Indian Country Today, et est disponible (2011) dans tous les États du pays. Le Sioux City Journal est disponible dans plusieurs régions du Dakota du Sud.
En 2011, neuf chaînes de télévision émettent dans le Dakota du Sud. South Dakota Public Television émet depuis plusieurs localités ; les autres chaînes émettent depuis Sioux Falls ou Rapid City. Les deux principales zones étaient, en 2005, Sioux Falls-Mitchell, avec 246 020 téléspectateurs, et Rapid City, avec 91 070 téléspectateurs. Ce sont respectivement les 114e et 177e marchés médiatiques des États-Unis. La première chaîne de télévision de l'État, KELO-TV, a commencé à diffuser en 1953 à Sioux Falls. Un de ses premiers programmes était Captain 11, une émission pour enfants diffusée l'après-midi qui s'est arrêtée en 1996, ce qui en fait l'émission pour enfants ayant eu la plus longue longévité du pays.
Plusieurs habitants du Dakota du Sud sont connus pour leur carrière dans les domaines de la télévision et de la presse. Tom Brokaw, un auteur et journaliste de télévision américain qui a longtemps présenté les Nightly News de la NBC, est originaire de Webster et Yankton. Le fondateur de USA Today, Al Neuharth, est originaire de Eureka et Alpena. L'animateur Bob Barker a passé une grande partie de son enfance à Mission.
Les acteurs Pat O'Brien et Mary Hart viennent tous deux de Sioux Falls.

### Sports et loisirs
En raison de son faible nombre d'habitants, le Dakota du Sud ne possède pas d'équipe de sport professionnelle membre d'une ligue majeure ; des équipes de ligue mineure existent toutefois à Sioux Falls et Rapid City. Sioux Falls accueille (en 2011) quatre équipes : les Sioux Falls Pheasants (une équipe de baseball autrefois connue sous le nom de Sioux Falls Canaries), la Skyforce de Sioux Falls (basket-ball), la Stampede de Sioux Falls (hockey sur glace) et le Storm de Sioux Falls (football américain en salle),. Les Pheasants jouent au Sioux Falls Stadium et les autres jouent à la Sioux Falls Arena. Rapid City possède une équipe de hockey appelée le Rush de Rapid City, qui a commencé à jouer au Rushmore Plaza Civic Center.
Les universités de l'État proposent de nombreux programmes sportifs. Longtemps, le Dakota du Sud est resté l'un des seuls États à ne pas posséder d'équipe de football ou de basket-ball de Division I de la National Collegiate Athletic Association. Dans les années 2000, l'université d'État du Dakota du Sud a décidé de déplacer ses équipes de la Division II à la Division I ; l'université du Dakota du Sud l'a ensuite imitée. Les autres universités ont des équipes dans les divisions II ou III, ou dans la National Association of Intercollegiate Athletics.

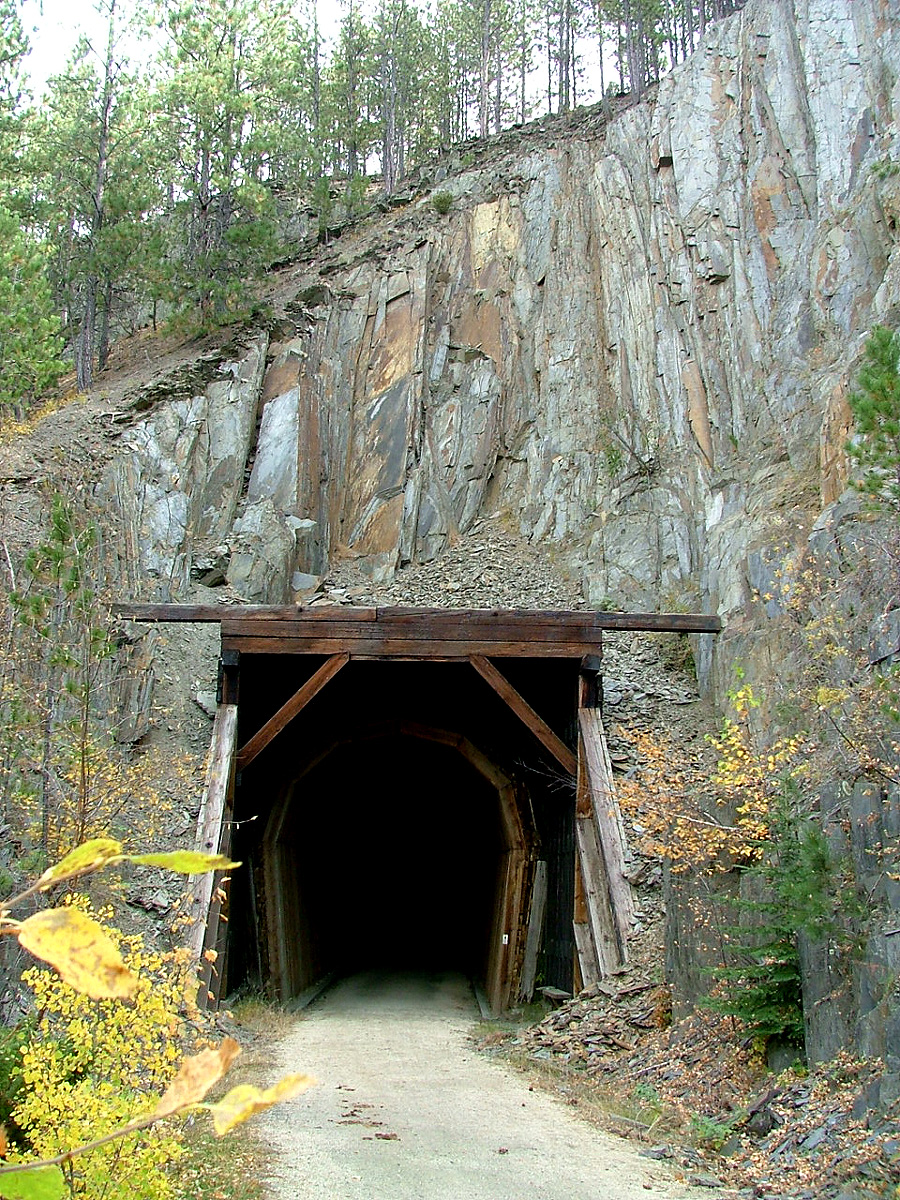
L'un des nombreux tunnels du Mickelson Trail.

Parmi les sportifs les plus célèbres originaires de l'État se trouvent Billy Mills, Mike Miller, Mark Ellis, Becky Hammon, Brock Lesnar et Adam Vinatieri. Billy Mills, originaire de Pine Ridge, a participé aux Jeux olympiques d'été de 1964 à Tokyo, durant lesquels il est devenu le seul Américain à remporter la médaille d'or aux 10 000 m. Mike Miller, originaire de Mitchell, a joué à l'université de Floride et, ayant participé au championnat de la NCAA durant sa deuxième année, a remporté la récompense rookie of the Year. Mark Ellis de Rapid City, qui a joué dans la même université, est actuellement joueur de deuxième but des Rockies du Colorado. Becky Hammon, de Rapid City, joue chez les Stars de San Antonio de la Women's National Basketball Association. Brock Lesnar, originaire de Webster, est un ancien champion poids lourd de l'UFC et de la WWE. Adam Viniatieri est un kicker de la National Football League qui a grandi à Rapid City et a fait ses études à l'université d'État du Dakota du Sud,.
La pêche et la chasse sont des activités d'extérieur populaires dans le Dakota du Sud : la pêche et la chasse contribuent respectivement à l'économie de l'État à la hauteur de 170 millions de dollars et 190 millions de dollars. En 2007, plus de 275 000 licences de chasse et 175 000 licences de pêche ont été vendues dans l'État ; la moitié des premières et plus des deux tiers des secondes ont été achetées par ses habitants. Le gibier inclut des faisans de Colchide, des cerfs de Virginie, des cerfs à queue noire et des dindes, ainsi que de la sauvagine, en particulier des bernaches du Canada, des oies des neiges et des canards colvert. Les pêcheurs cherchent le doré jaune dans les lacs de l'est et les réservoirs du Missouri,, des grands saumons américains dans le lac Oahe et des truites dans les Black Hills.
Le cyclisme et la course à pied sont populaires. En 1991, l'État a ouvert au public le George S. Mickelson Trail, un chemin de randonnée de 175 km de long utilisant le parcours d'une ancienne voie ferroviaire, dans les Black Hills. Il est utilisé par des cyclistes et est le cadre d'une portion du marathon annuel du mont Rushmore, dont l'intégralité du parcours se situe à plus de 1 200 m d'altitude. Le Tour de Kota, une course cyclique de 769 km de long se déroulant en six jours, se déroule dans l'est et le centre du Dakota du Sud. Le Sturgis Motorcycle Rally, qui attire des centaines de milliers de participants depuis tout le pays, est un autre évènement notable.

### Gastronomie

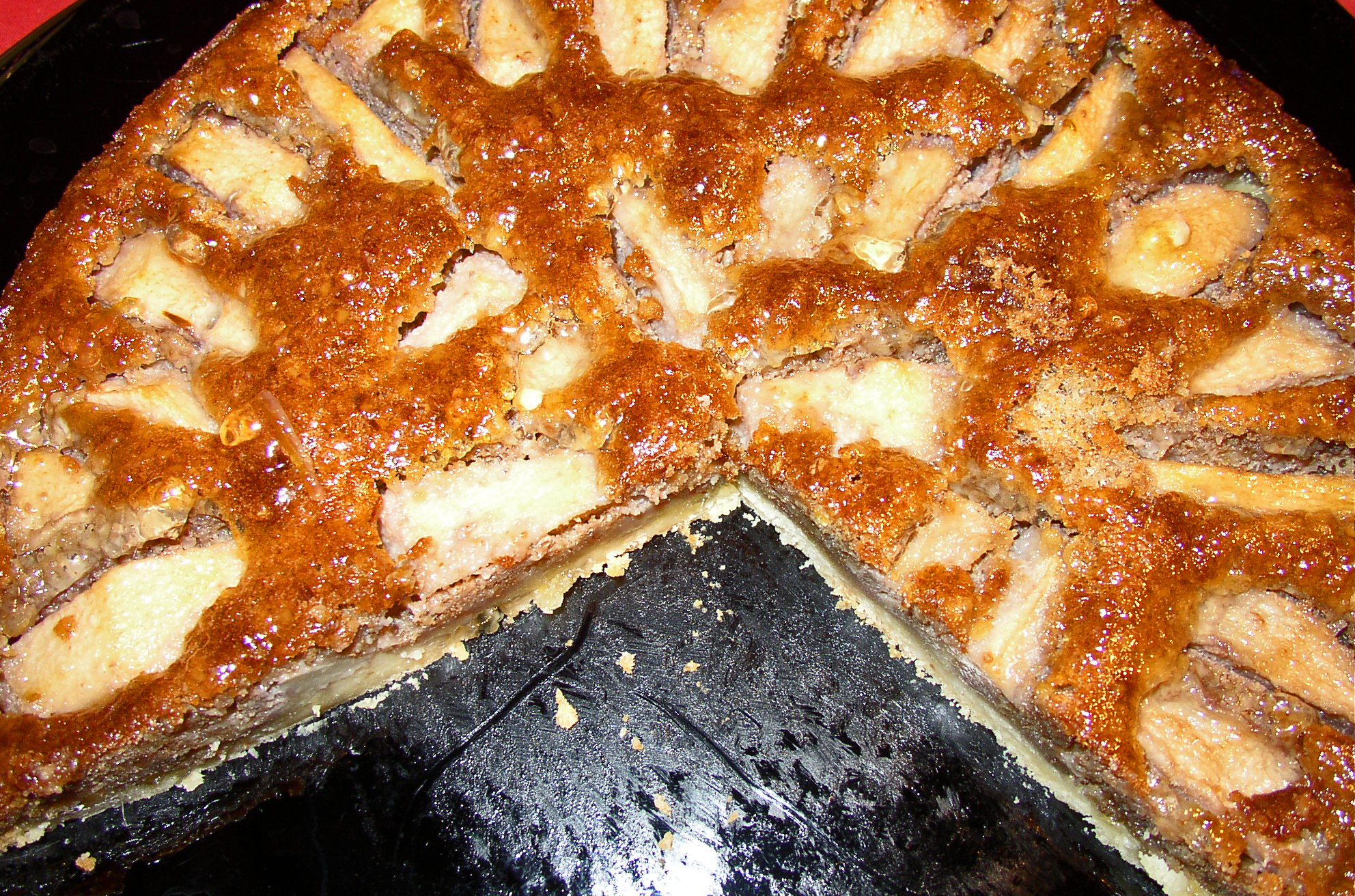
Le Kuchen est un dessert allemand populaire dans le Dakota du Sud.

Le Kuchen, un gâteau allemand, est considéré dans le Dakota du Sud comme l'un des symboles de l'État. Marqué par ses origines germaniques, le kuchen fut élu dessert officiel de cette région des États-Unis. De plus on retrouve le Fry Bread et le Tempeh Chislic au niveau de la cuisine locale dans le Dakota du Sud.

## Transports

### Transport routier

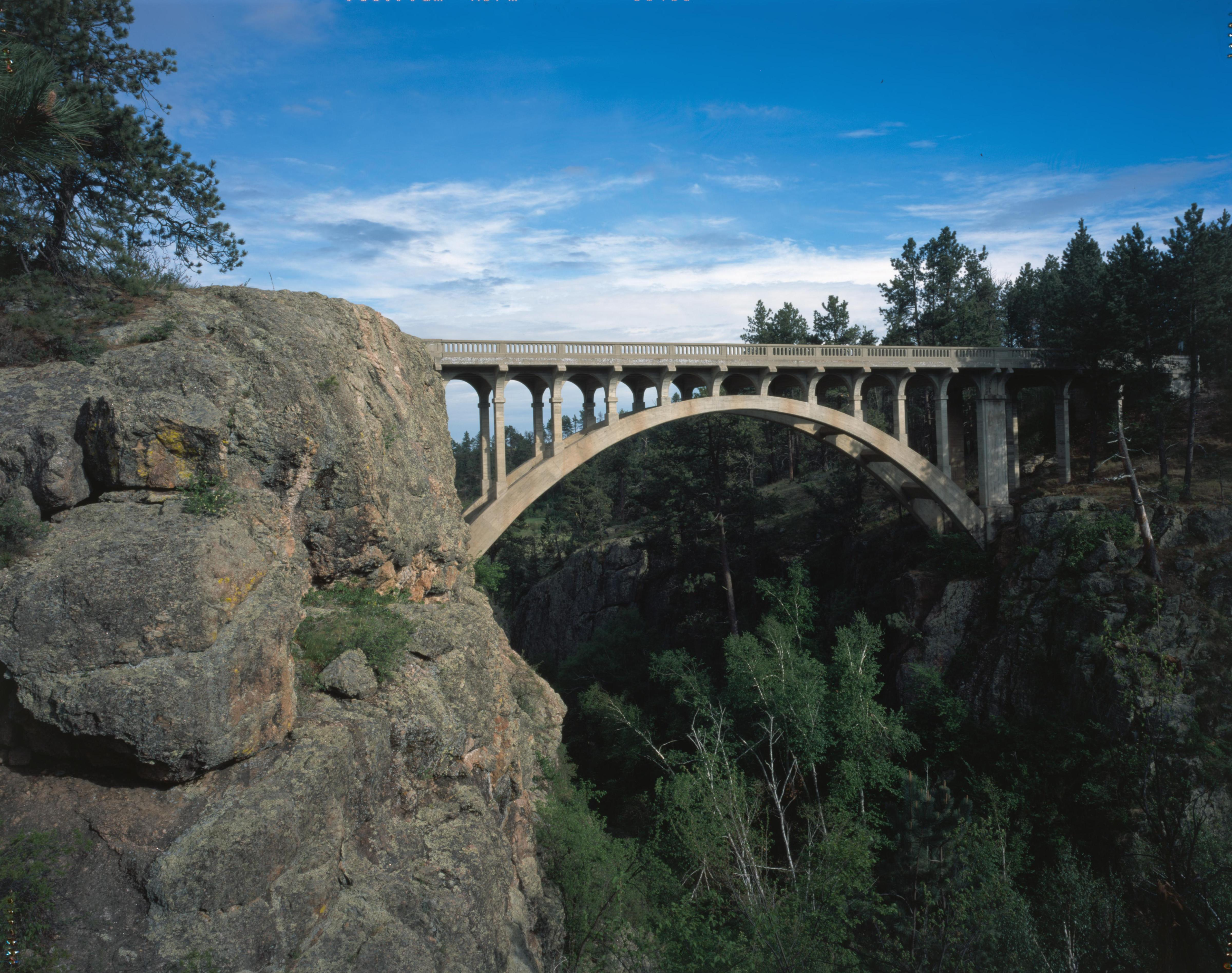
Le Beaver Creek Bridge dans le parc national de Wind Cave.

Le Dakota du Sud compte au total 134 556 km de routes et 1 093 km d'Interstate highways. Deux autoroutes inter-État majeures traversent le Dakota du Sud, l'Interstate 90, de l'est à l'ouest, et l'Interstate 29, du nord au sud dans la partie est de l'État. La courte Interstate 190 dessert le centre de Rapid City et l'Interstate 229 sert de rocade est et sud à Sioux Falls.
La portion de l'I-29 située dans l'État est de 406 km. Les autres grandes villes qu'elle dessert sont Watertown, Brookings et Vermillion. Le corridor qui borde l'I-29 présente une densité plus importante et une économie plus dynamique que les régions plus éloignées de l'autoroute. La portion de l'I-90 dans l'État est longue de 665 km. L'autoroute traverse la rivière Missouri près de Chamberlain. Elle dessert Sioux Falls, Mitchell, Rapid City, Sturgis et Spearfish. Puisque cet axe important relie les parcs nationaux de l'ouest aux grandes villes de l'est, il est emprunté par de nombreux touristes et bordé par plusieurs attractions telles que le Corn Palace à Mitchell et le Wall Drug à Wall.
Plusieurs U.S. Routes importantes traversent l'État : les U.S. routes 12, 14, 16, 18 et 212 dans une direction d'est en ouest ; les U.S. routes 81, 83, 85 et 281 du nord au sud.
La vitesse maximale dans l'État est limitée à 121 km/h dans les parties rurales des Interstate highways, quel que soit le type de véhicule et le moment de la journée, et à 105 km/h dans les parties urbaines des Interstate highways et des autres routes principales.
Les plaques d'immatriculation prennent pour premier chiffre le numéro du comté d'origine. Les comtés 1 à 9 suivent le classement de population de 1950 et les comtés 10 à 64 sont numérotés suivant leur ordre alphabétique. Les pneus cloutés sont autorisés du 1er octobre au 30 avril ; ils sont autorisés en permanence sur les bus de ramassage scolaire et les véhicules des pompiers.

### Transport ferroviaire
Le chemin de fer a joué un rôle important dans l'histoire du Dakota du Sud depuis le milieu du XIXe siècle, notamment avec la Chicago, Milwaukee, St. Paul and Pacific Railroad et la Chicago and North Western Railway, historiquement les plus grandes voies ferroviaires de l'État. De la fin du XIXe siècle au début du XXe siècle, 7 110 km de voies ont été construits ; 2 960 km de voies étaient encore en activité en 2007. Les compagnies Burlington Northern and Santa Fe Railway et Dakota, Minnesota and Eastern Railroad sont actuellement majoritaires dans l'État, ; elles utilisent principalement, respectivement, les anciennes voies de la Milwaukee Road et de la Chicago & North Western. Le transport ferroviaire est limité au fret, le Dakota du Sud n'étant pas desservi par Amtrak.

### Aéroports principaux
Les aéroports principaux de l'État au regard du trafic de passagers sont l'aéroport régional de Sioux Falls et l'aéroport régional de Rapid City ; ils sont entre autres desservis par les compagnies Delta Air Lines, Frontier Airlines et Allegiant Air. D'autres villes disposent de services de transport commercial aérien, qui sont pour certains subventionnés par le programme fédéral Essential Air Service.